# Gâvres
Gâvres [gavʁ] est une commune du département du Morbihan, dans la région Bretagne, en France.

## Géographie

Carte de Gâvres et des environs.

### Situation

Gâvres vue depuis la citadelle de Port-Louis.

Gâvres est située sur une presqu'île face à Port-Louis, à l'entrée de la rade de Lorient et à l'est de l'île de Groix. Gâvres est limité côté nord par la Baie de Locmalo et la Petite mer de Gâvres.
| Rade de Lorient  | Port-Louis       | Riantec          |
| Rade de Lorient  | Gâvres           | Plouhinec        |
| Océan Atlantique | Océan Atlantique | Océan Atlantique |

### Description
« Dans le village de Gâvres (...) les maisons sont basses et presque couchées contre terre pour mieux résister au vent ».

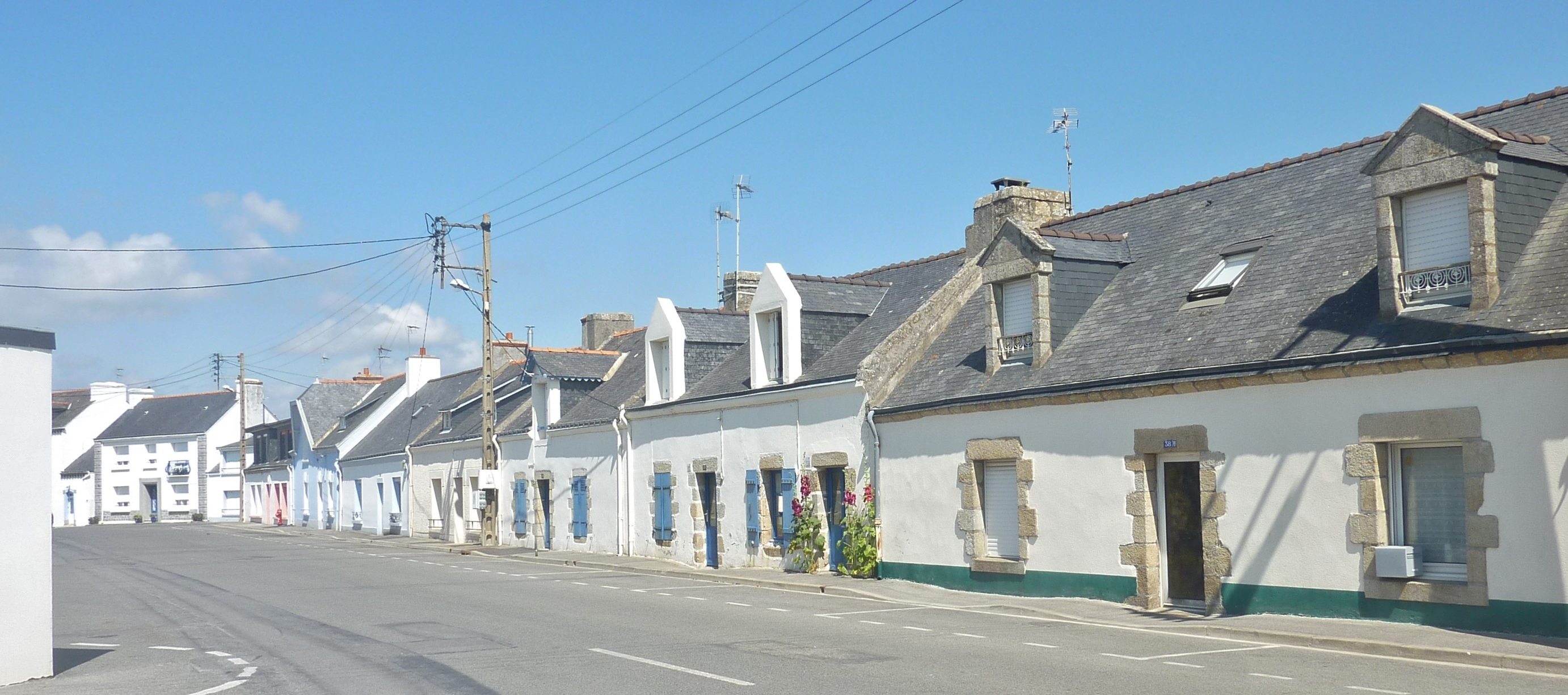
Maisons basses typiques de pêcheurs dans le bourg de Gâvres.

À l'origine, l'extrémité rocheuse était une île qui fut jointe au continent par un tombolo (cordon dunaire). Celui-ci est parallèle au continent et forme à marée haute la Petite mer de Gâvres, une lagune s'étendant sur 350 hectares, zone traditionnelle de pêche à pied de palourdes et coques. Ce plan d'eau est idéal pour la pratique de la planche à voile ou du kitesurf et de la pêche amateur en barque. Pour accéder à la presqu'île par la route, il est nécessaire de passer par Plouhinec.
Marcel Brunet en fait la description suivante en 1912 :

« La presqu'île de Gâvres est séparée du continent par une petite mer intérieure, dite Mer de Gâvres. Le flot, à marée haute, y exerce une action dévastatrice, tandis qu'à marée basse presque toute la Mer de Gâvres est asséchée, montrant sur les côtes des dépôts sableux et en son milieu une vase brune, presque fluide. À marée haute, les vagues agissent comme des béliers sur tout son littoral. Les flots, depuis cinq ans, ont tellement défoncé la côte que celle-ci présente au Nord un faciès tout à fait caractéristique de falaises qui atteignent en certains endroits plus de 4 m de hauteur. (...) La [mer] de Gâvres est limitée au Sud par les dunes de la presqu'île de Gâvres, au Nord et à l'Est par le continent, à l'ouest par les rochers granulitiques de Port-Louis et de Gâvres. C'est entre ces deux saillies rocheuses que s'ouvre son chenal d'entrée. Les rochers, qui affleurent à marée basse sur une grande étendue, sont en partie recouverts par le flux. Ils forment de nombreux promontoires. (...) Au sud-ouest de la presqu'île [de Gâvres], dans les criques, vient se déposer un sable fin et blanc, qui s'étale en plages de 100 à 200 mètres de longueur. »

### Géologie
L'ex îlot de Gâvres est constitué de granite à mica blanc qui fait face à l'Océan au sud et au sud-ouest et qui constitue des falaises sur presque tout le pourtour ; ce granite est par endroits recouvert de limon, par exemple dans l'anse au sud de l'église ; à l'est de l'ancien îlot de Gâvres, l'estran est recouvert localement de limon noir et de tourbe.

### Relief et conditions naturelles

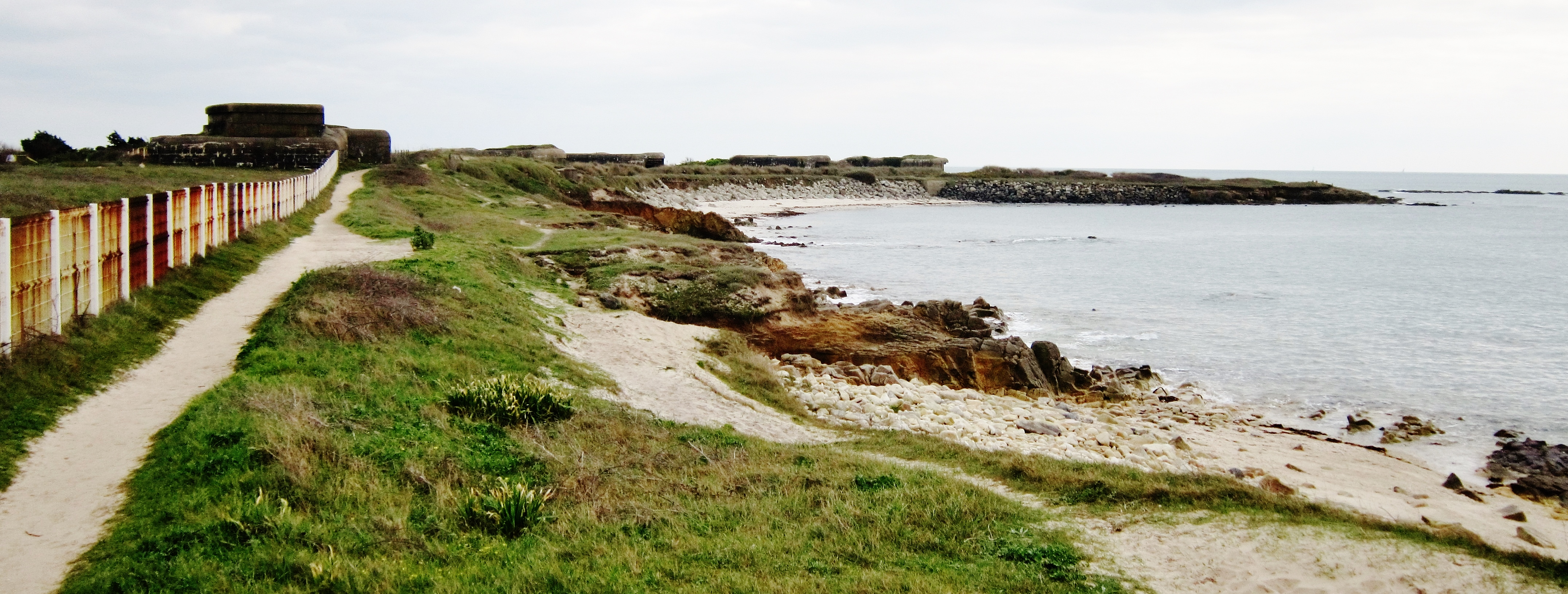
Le sentier littoral entre Porh Puns et la Pointe des Saisies visible à l'arrière-plan avec ses blockhaus.

La presqu'île de Gâvres, étirée nord-sud de Ban Gâvres au nord à la Pointe des Saisies au sud à une altitude maximale de 15 mètres. Son littoral est sableux dans sa partie nord, côté Baie de Locmalo, Anse du Goërem (au nord-ouest) et Anse des Joncs (au nord-est) ; sa partie sud présente par contre un estran rocheux découvrant assez largement à marée basse, de la Pointe de Saint-Gildas à la Pointe de Porh Guerh en passant par la Pointe de Porh Puns et la Pointe des Saisies, les basses falaises littorales étant recouvertes de dunes basses ne dépassant pas 7 mètres d'altitude.

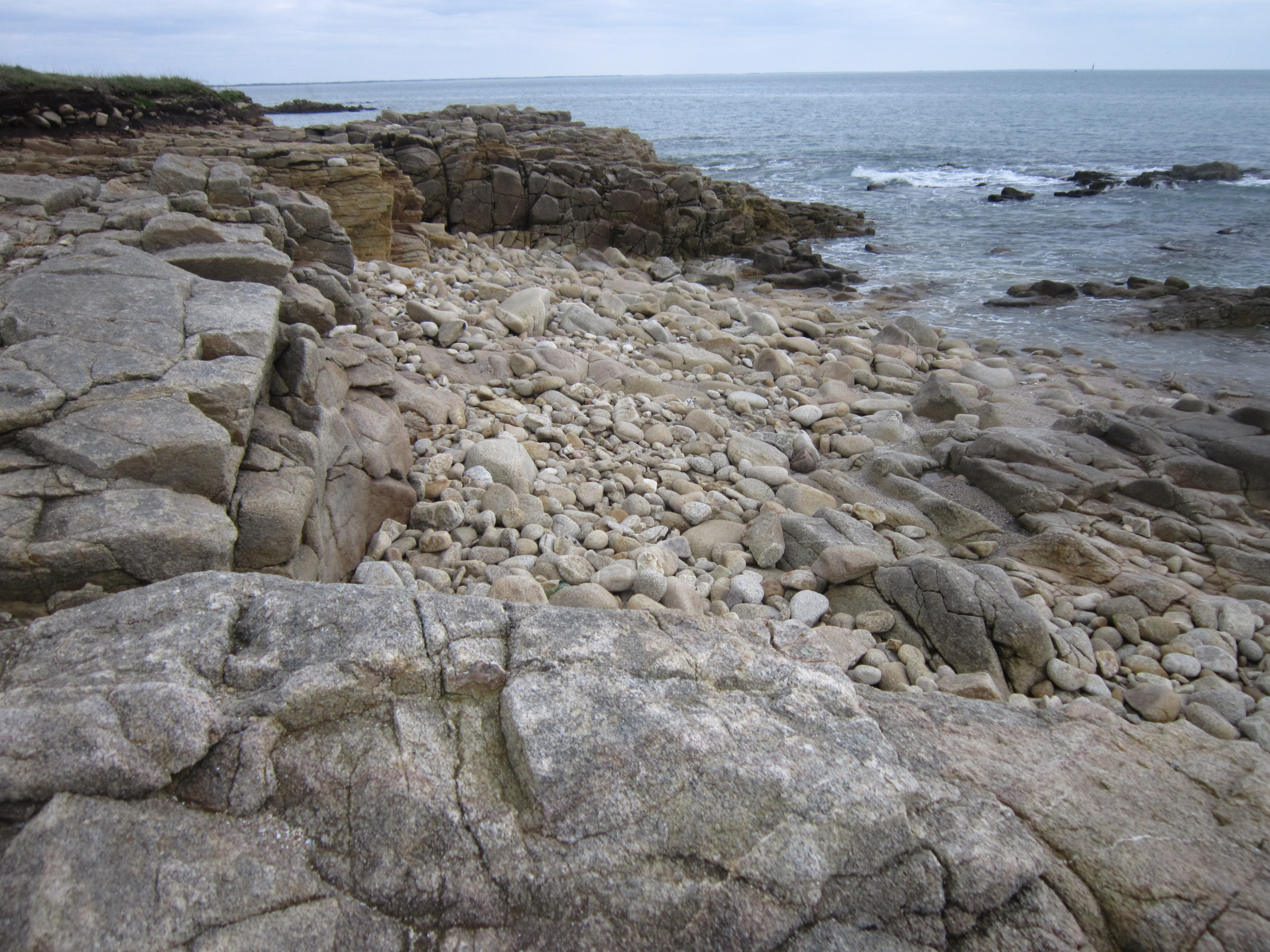
Falaise et estran rocheux côté ouest de la Pointe des Saisies ayant conservé des traces de leur ancienne exploitation comme carrière.
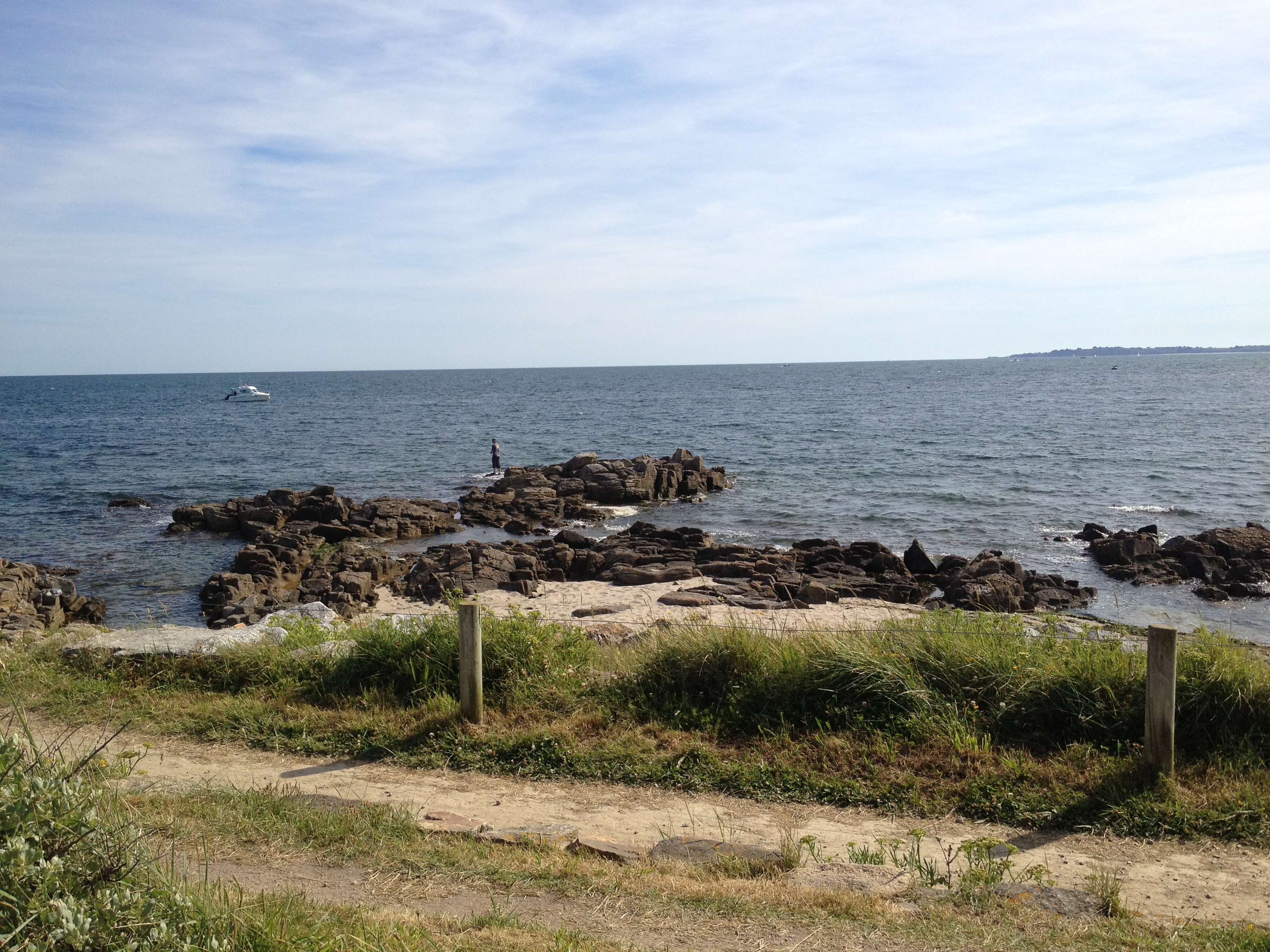
La pointe de Gâvres (Pointe des Saisies).
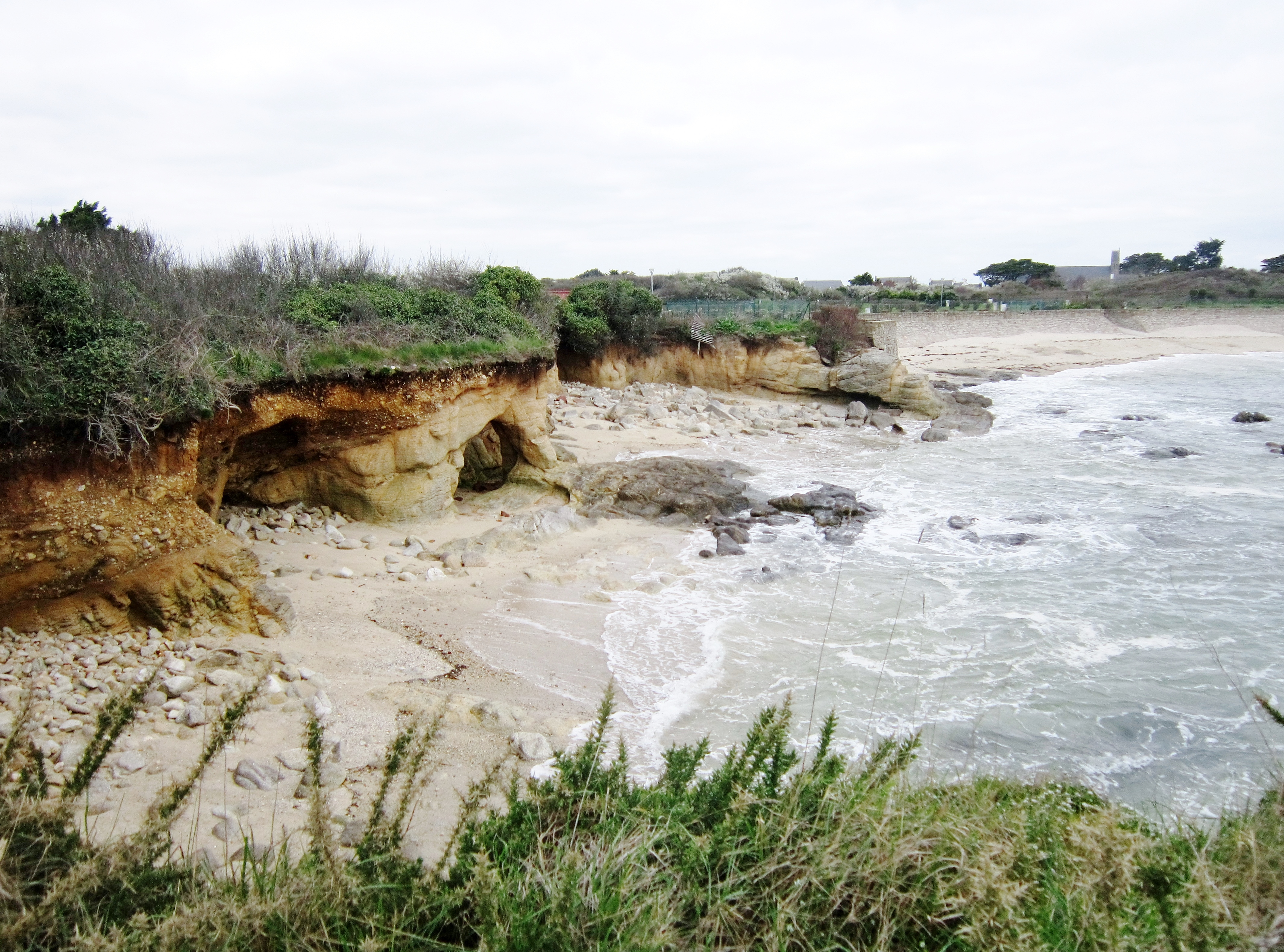
Falaises basses et grottes côté est de la Pointe des Saisies.
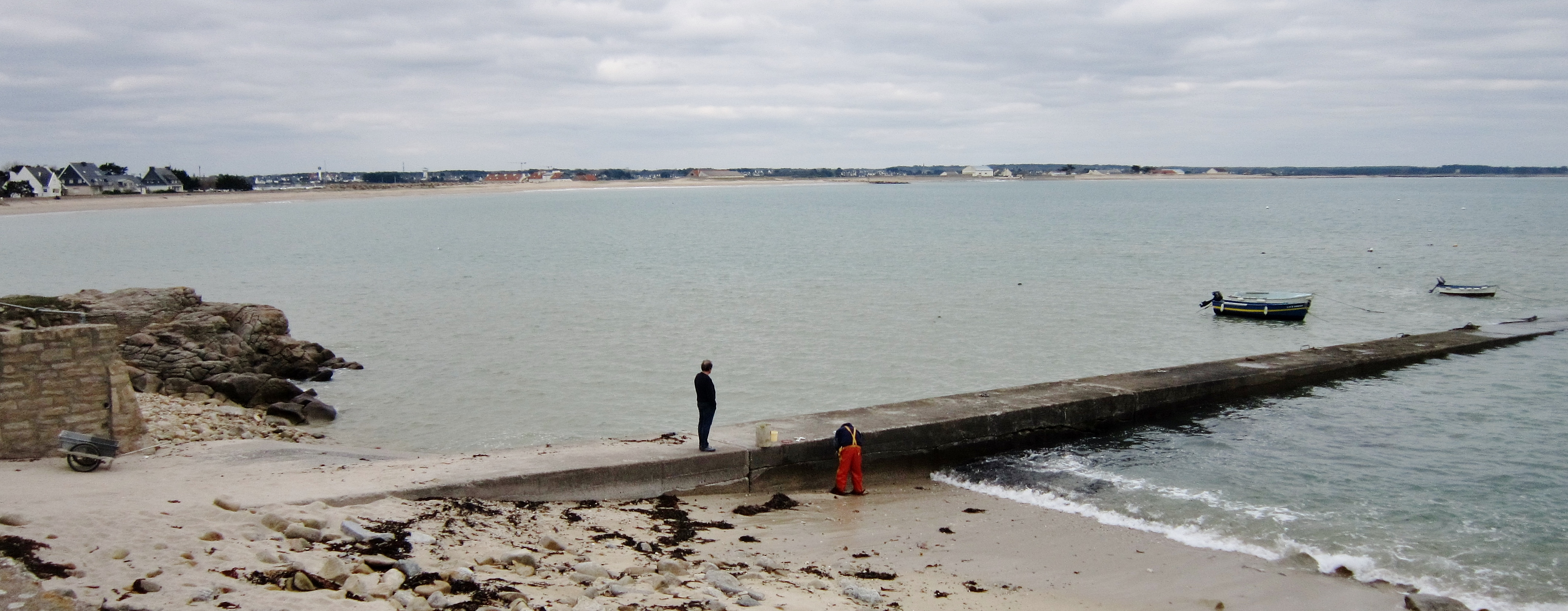
Porh Guerh et, à l'arrière-plan, le cordon littoral portant le massif dunaire de Gâvres-Quiberon.
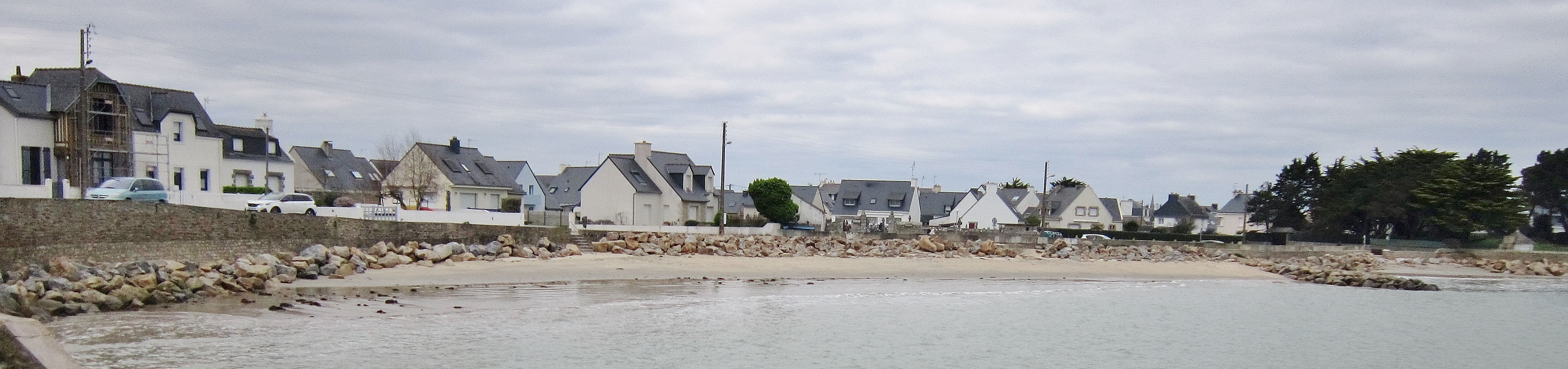
La plage au nord de Porh Guerh.

Gâvres se trouve à l'extrémité nord du massif dunaire de Gâvres-Quiberon, plus grand cordon dunaire de Bretagne, qui s'étend de la pointe de Gâvres au fort de Penthièvre, dans la commune de Saint-Pierre-Quiberon, coupé seulement par la ria d'Étel. Ce massif dunaire se serait formé il y a 2 500 ans environ et plus de 800 espèces végétales y sont inventoriées ; il comprend des zones humides d'origine naturelle comme l'étang du Cosquer à Erdeven ou Le Bego à Plouharnel, Gléric, Len Vraz, et d'autres d'origine anthropique comme les anciennes carrières de sable de Kerminihy et de Kervegant. Cet espace naturel est menacé par la surfréquentation touristique, l'existence de décharges sauvages et la prolifération d'espèces invasive, mais d'importantes mesures de protection ont été prises (création de cheminements piétonniers et cyclables, pose de ganivelles, etc.).
Le massif dunaire est devenu le 24 décembre 2018 le 18e Grand site de France sous le nom de « Dunes sauvages de Gâvres à Quiberon ».
Le collectif Le peuple des dunes a été créé le 28 décembre 2006 à Gâvres afin de s'opposer aux projets d'extraction de granulat marin au large du Massif dunaire de Quiberon-Gâvres. Une manifestation a notamment été organisée le dimanche 25 mars 2007 à Erdeven sur la plage de Kerhillio. Le projet d'extraction est abandonné par ses promoteurs en 2009.

### Le port de Ban-Gâvres
Le port de Ban-Gâvres est un ancien port de pêche reconverti en port de plaisance. Entre 1994 et 2007 la Belle Bretonne (construite en 1956 au Croisic, elle a navigué jusqu'en 1994, son dernier patron étant Yvon Le Berre), la dernière pinasse sardinière à avoir été en activité, a été exposée à l'entrée du bourg, puis sur le terre-plein qui domine le port d'échouage. Dégradée et en partie victime d'un incendie, il fallut finalement la détruire.
Le port de plaisance dispose en 2024 de 57 places à flot et 8 places visiteurs.

### Le risque de submersion marine
À l'origine Gâvres était un îlot et une partie du bourg est construite sur une ancienne lagune remblayée. Lors de la tempête Johanna en 2008, une centaine de familles ont eu les pieds dans l'eau ; des réenrochements, des apports de sable, des poses d'épis et de ganivelles et le rehaussement de la dune ont été entrepris afin de tenter de pallier le risque de submersion marine.

### Hydrographie
Pour un article plus général, voir Réseau hydrographique du Morbihan.
La commune est située dans le bassin Loire-Bretagne. Elle n'est drainée par aucun cours d'eau,.

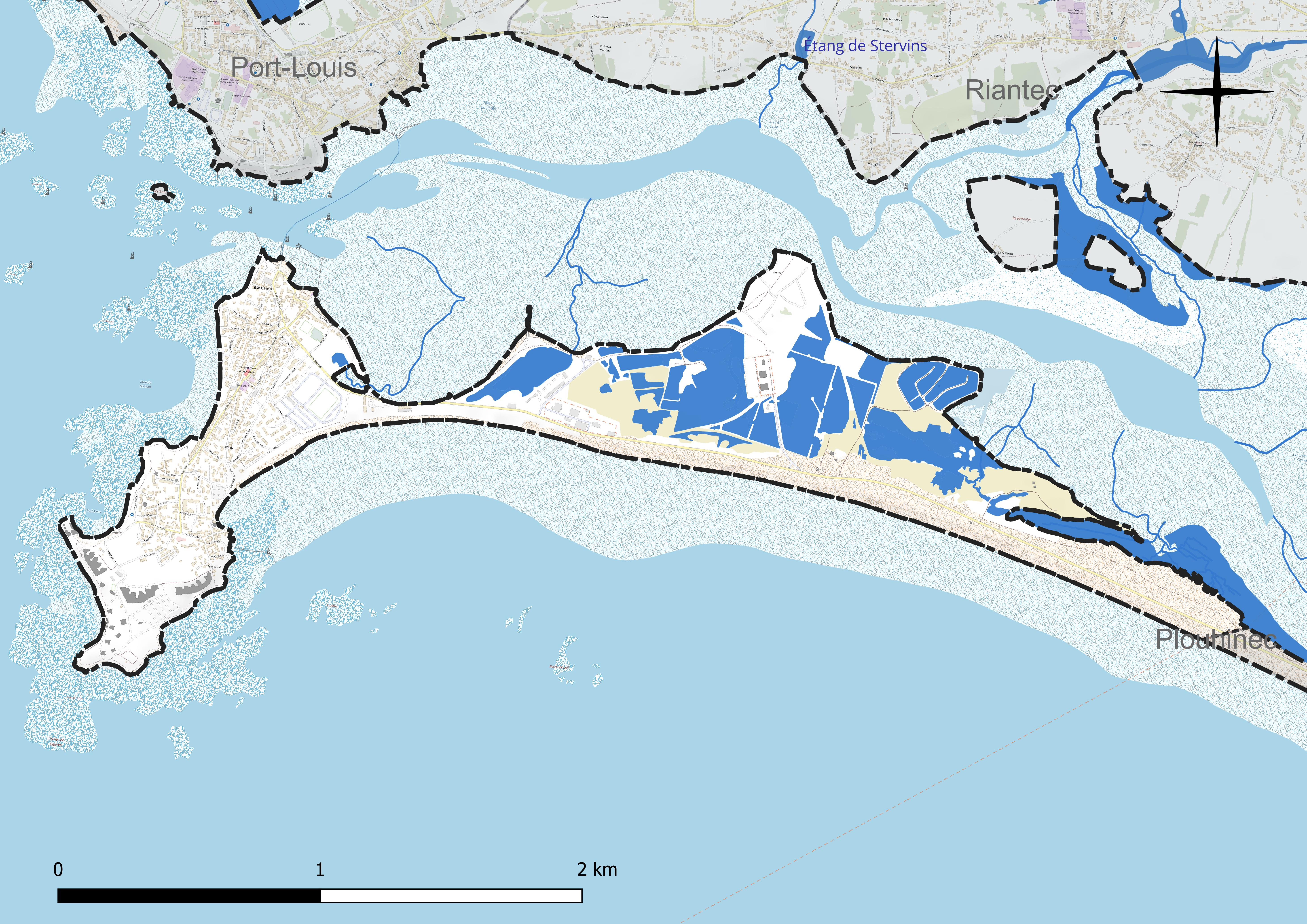
Réseau hydrographique de Gâvres.

## Urbanisme

### Typologie
Au 1er janvier 2024, Gâvres est catégorisée ceinture urbaine, selon la nouvelle grille communale de densité à sept niveaux définie par l'Insee en 2022.
Elle est située hors unité urbaine. Par ailleurs la commune fait partie de l'aire d'attraction de Lorient, dont elle est une commune de la couronne,. Cette aire, qui regroupe 31 communes, est catégorisée dans les aires de 200 000 à moins de 700 000 habitants,.
La commune, bordée par l'océan Atlantique, est également une commune littorale au sens de la loi du 3 janvier 1986, dite loi littoral. Des dispositions spécifiques d’urbanisme s’y appliquent dès lors afin de préserver les espaces naturels, les sites, les paysages et l’équilibre écologique du littoral, tel le principe d'inconstructibilité, en dehors des espaces urbanisés, sur la bande littorale des 100 mètres, ou plus si le plan local d’urbanisme le prévoit.

### Occupation des sols
L'occupation des sols de la commune, telle qu'elle ressort de la base de données européenne d’occupation biophysique des sols Corine Land Cover (CLC), est marquée par l'importance des forêts et milieux semi-naturels (54,4 % en 2018), en augmentation par rapport à 1990 (39,9 %). La répartition détaillée en 2018 est la suivante : 
milieux à végétation arbustive et/ou herbacée (54,4 %), zones urbanisées (31,2 %), zones industrielles ou commerciales et réseaux de communication (12,1 %), zones humides côtières (2,2 %). L'évolution de l’occupation des sols de la commune et de ses infrastructures peut être observée sur les différentes représentations cartographiques du territoire : la carte de Cassini (XVIIIe siècle), la carte d'état-major (1820-1866) et les cartes ou photos aériennes de l'IGN pour la période actuelle (1950 à aujourd'hui).

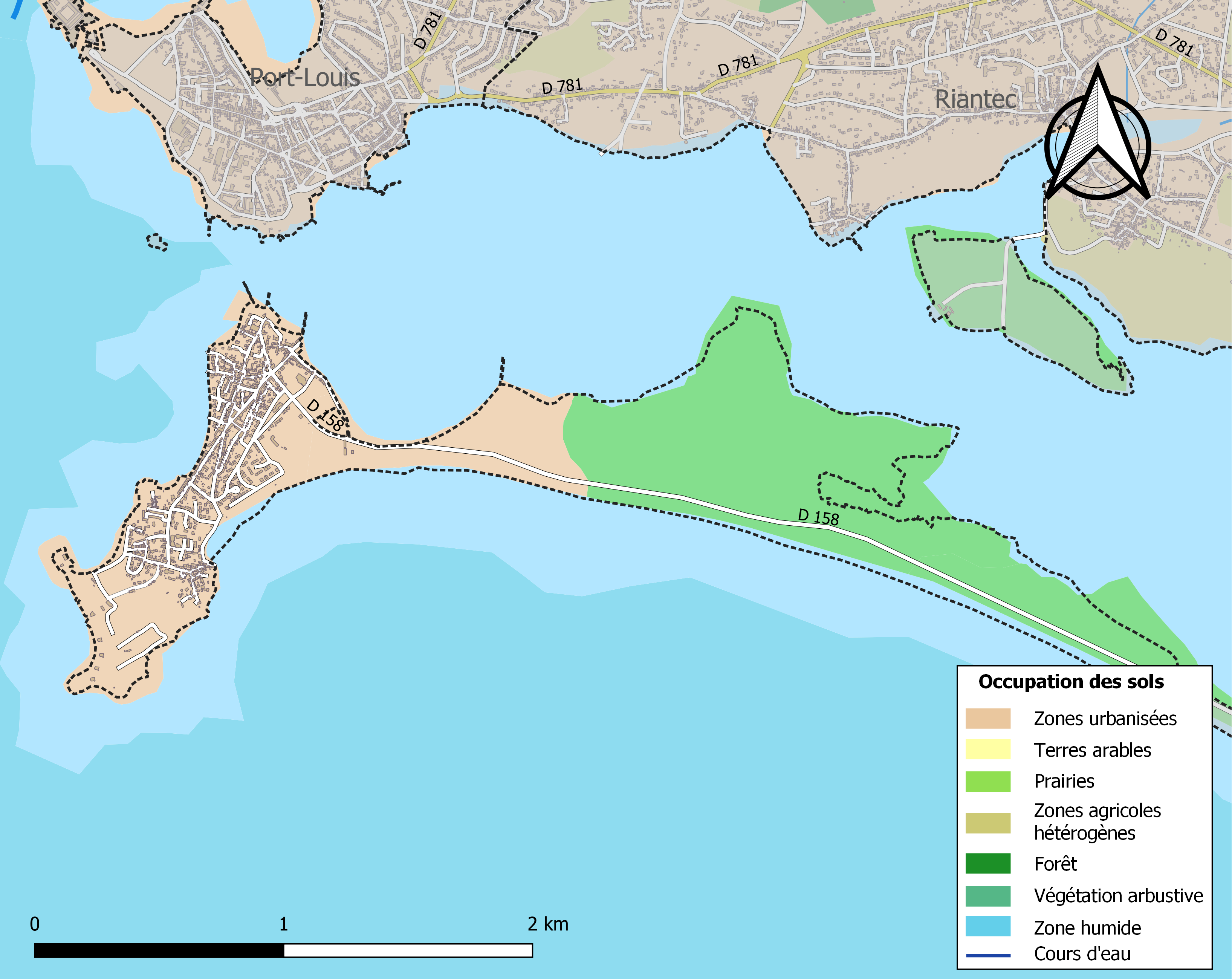
Carte des infrastructures et de l'occupation des sols de la commune en 2018 (CLC).

## Toponymie
En breton, le nom de la commune est Gavr.
Il a été attesté sous les formes le Gavffre au Xe siècle, Le Gauffre au XVe siècle, Kergasvre en 1540, L'isle de Gafvre en 1661, Gavre en 1693, Gavre au XVIIIe siècle, et Grave en 1815,.
Le toponyme provient du breton gavr [ˈɡawr] qui signifie chèvre. L'île serait donc « l'Ile aux Chèvres » ou « la Pointe de la Chèvre ».
Gâvres s'écrivait le plus souvent Gâvre au XIXe siècle, mais l'écriture Gâvres a fini par s'imposer.
Les Gâvrais sont surnommés les « Mangeurs d'oreilles » : l'origine de ce surnom proviendrait d'un match de football qui, dans la décennie 1960, aurait mal tourné ; un footballeur gâvrais aurait croqué le lobe d'une oreille d'un adversaire en plein match.

## Histoire

### Préhistoire
Le tumulus de Goëren a été découvert lors de travaux d'arasement de la dune en 1963. Il est composé d'un dolmen recouvert d'un cairn. L'ensemble du monument mesure 27 mètres de long et de 16 à 18 mètres de large. Fouillé entre 1964 et 1967 sous la direction de Jean L'Helgoualc'h, il a été classé monument historique en 1965 ; l'État l'a acheté en 1970.

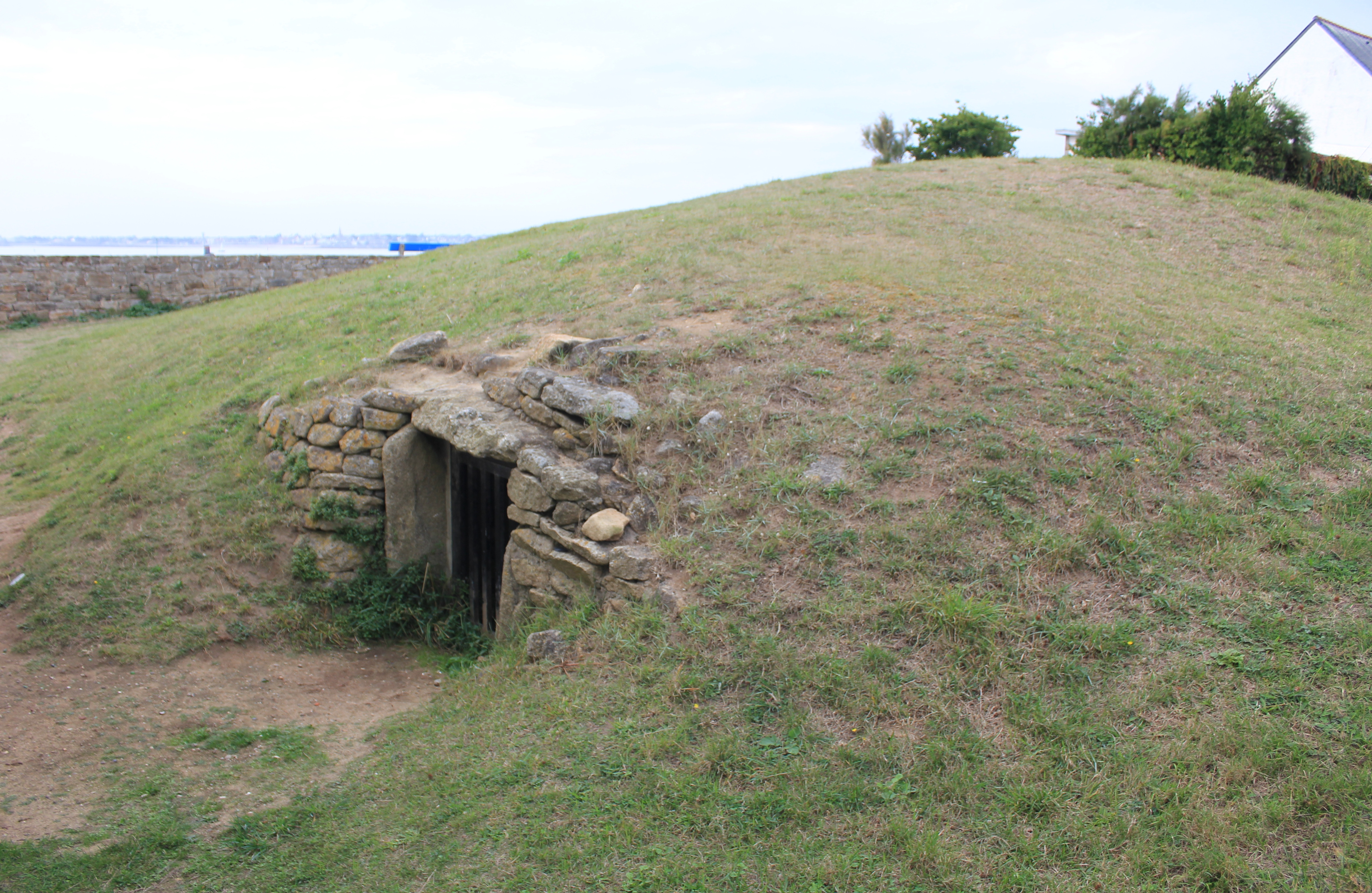
Tumulus de Goërem : vue d'ensemble depuis le sud-est.
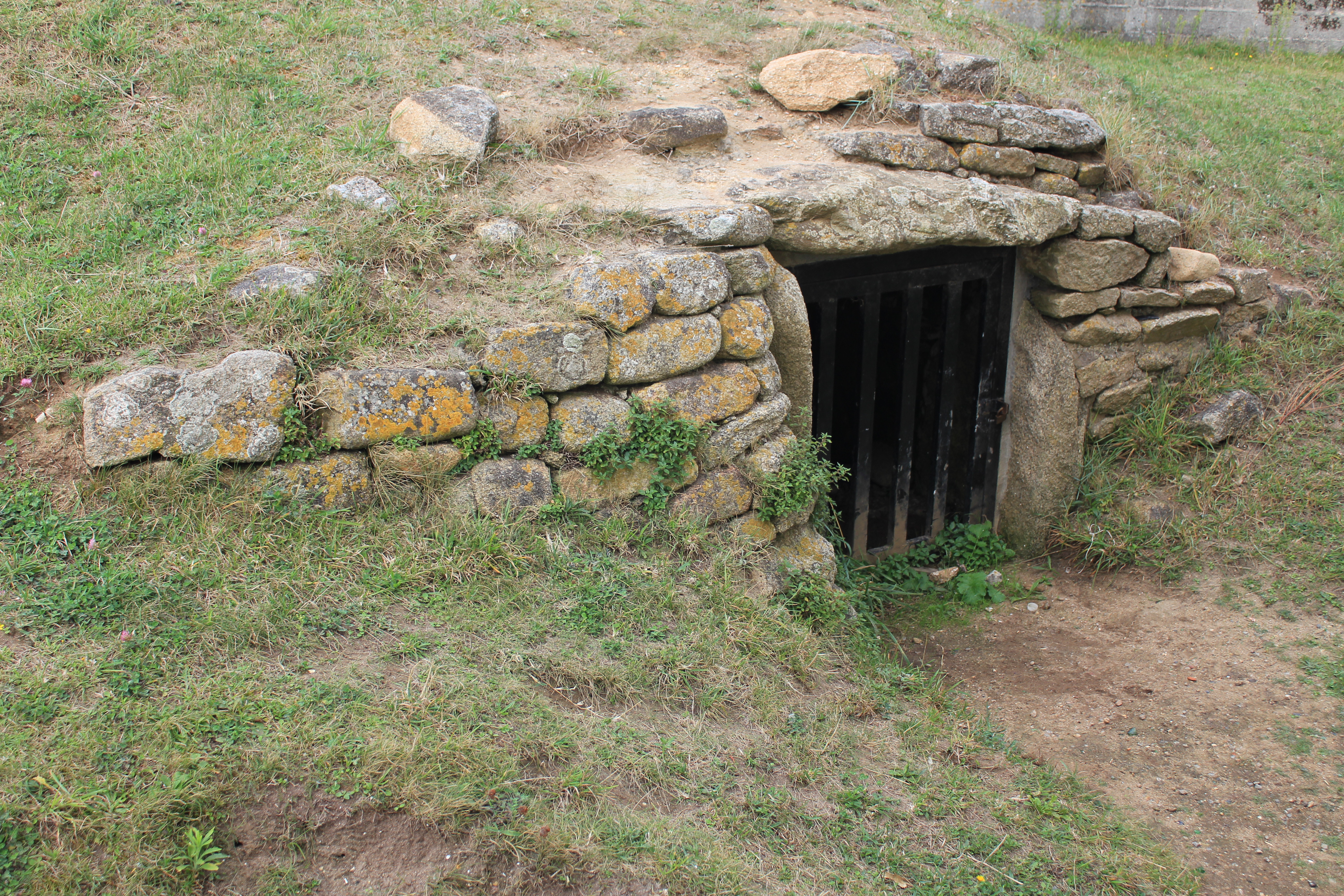
Tumulus de Goërem : vue de l'entrée depuis le sud-ouest.
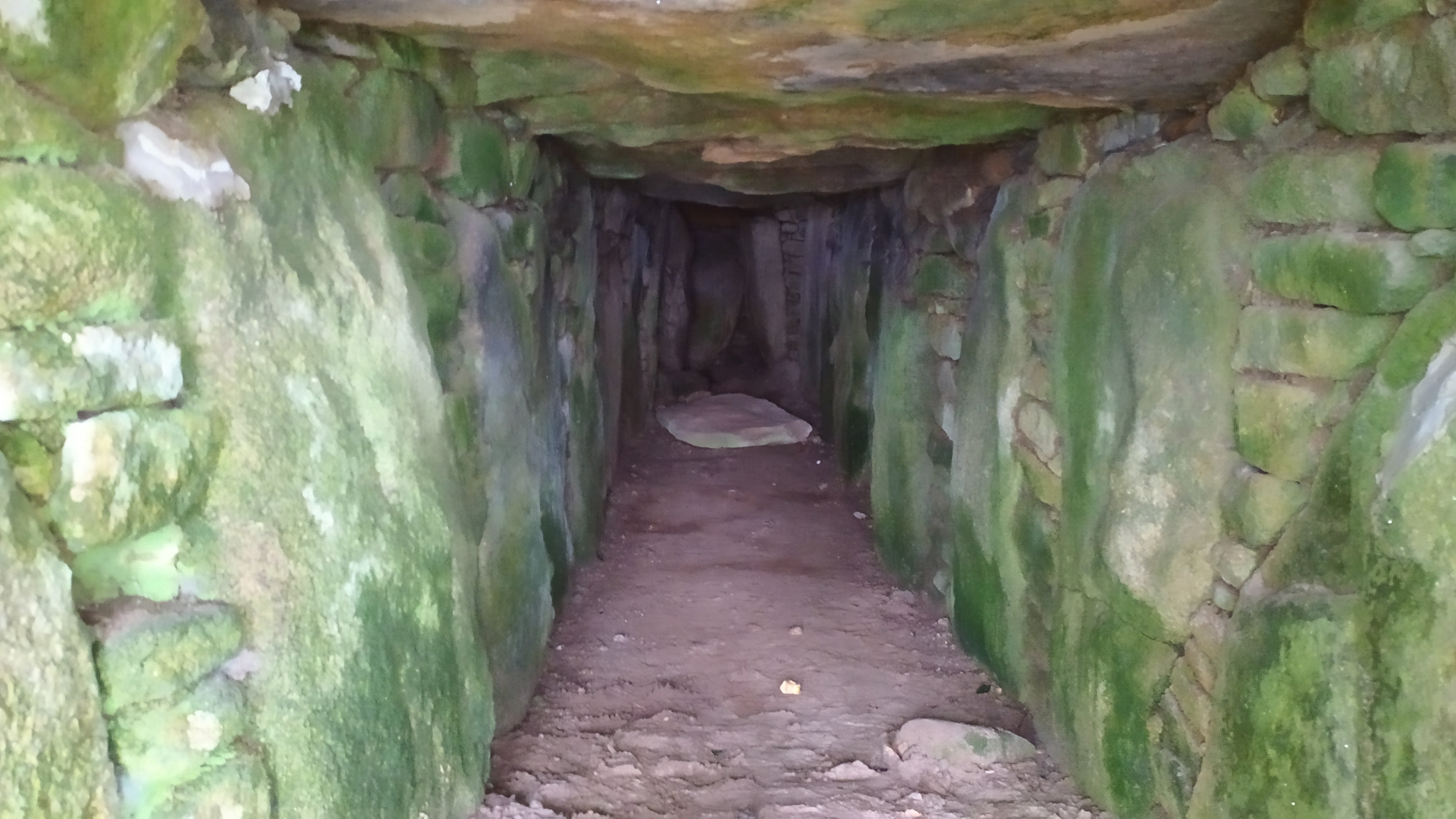
Tumulus de Goërem : vue du couloir d'entrée.
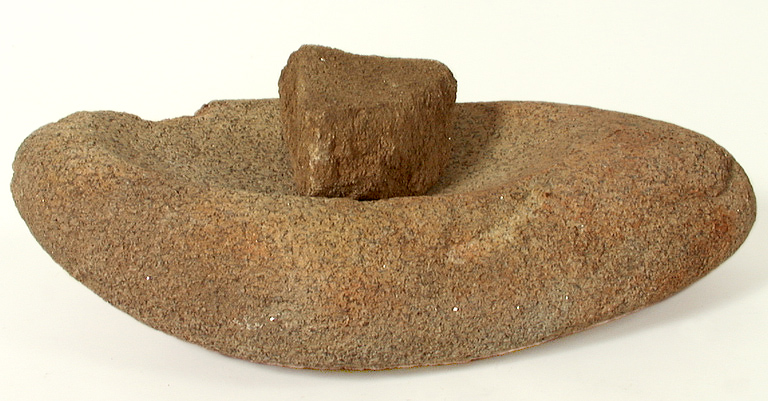
Meule ovale et concave en granite datant du néolithique trouvée dans le dolmen de Goërem (Musée de Bretagne).

### Antiquité
Une voie romaine venant de Nantes et Vannes (Darterium) et se dirigeant sur Quimper (Civitas Aquilonia) en longeant d'assez près le littoral possédait un embranchement qui la quittait près du bourg de Landévant et se dirigeait sur Gâvres, en passant par Nostang et parvenait à Gâvres ou cinq découvertes de vases remplis de monnaies romaines (des monnaies datant de Galien, Salonine, Postume, Tetricus I, Tetricus II et Claude II) ont été faites successivement entre 1851 et 1865 ; trois autres ont lieu en 1902.

### Moyen-Âge

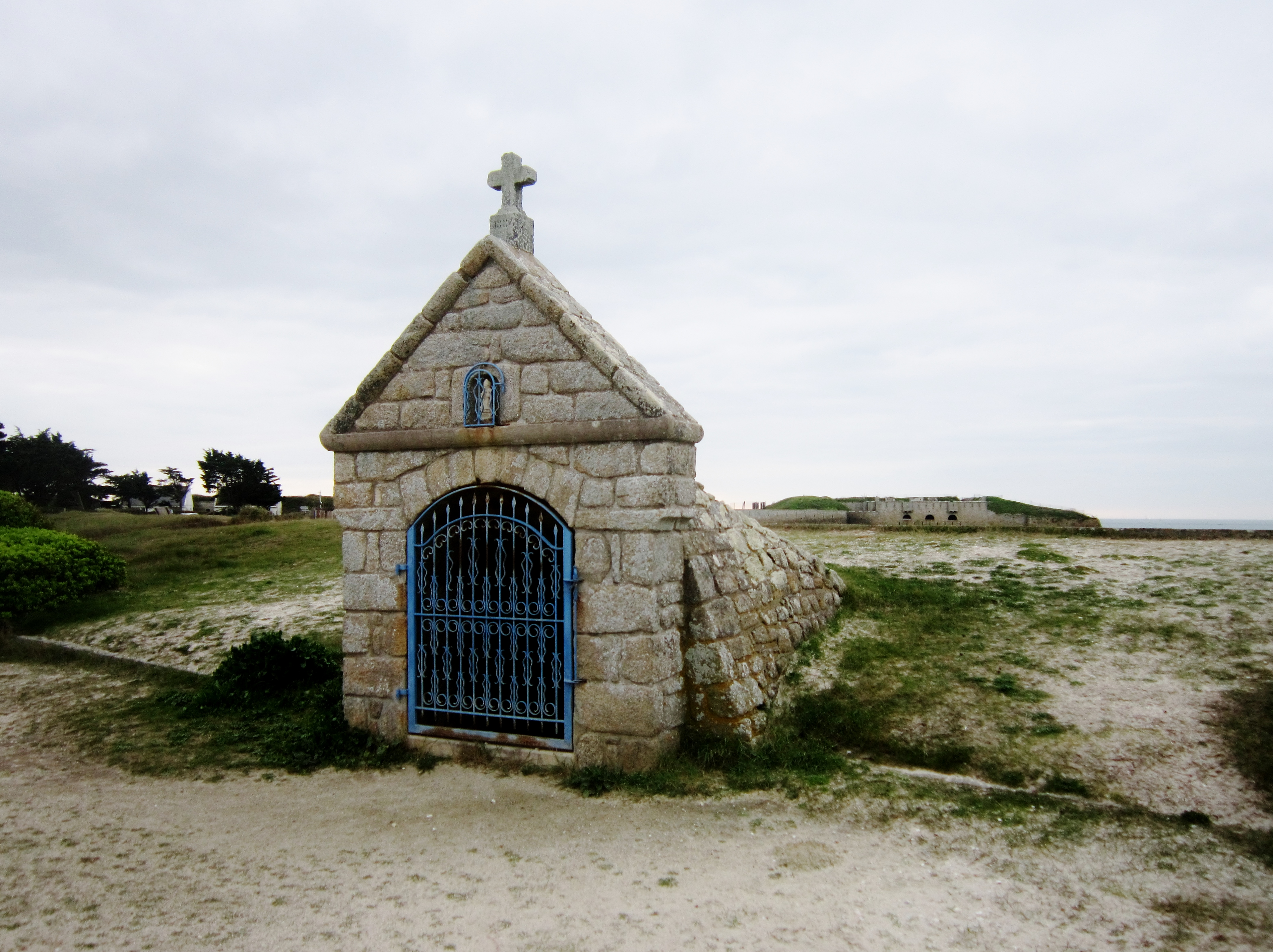
Gâvres : la fontaine Saint-Gildas.

Gâvres a fait partie de la paroisse de Riantec jusqu'en 1868. Cette dernière, selon Joseph Loth et Henri François Buffet, fut créée au VIe siècle durant l'émigration bretonne. Selon Erwan Vallerie, elle est issue du démembrement au Moyen Âge de la paroisse de Plouhinec.
Après les invasions normandes, un prieuré bénédictin, dont le siège se trouvait sur le territoire de Gâvres, dénommé alors "Loqueltas" ("lieu de saint Gildas"), possédait alors toutes les terres de Gâvres, Port-Louis, Locmiquélic, Riantec Plouhinec et une partie de Merlevenez que les ducs de Bretagne, notamment François II, leur avaient concédé et sur lesquelles ils disposaient des droits de haute, moyenne et basse justice ; ce prieuré disposait de deux moulins à vent, celui de Ban-Gâvres (situé sur les hauteurs du Lohic) et celui du Sales ; le prieuré était sous la juridiction de l'abbaye de Saint-Gildas de Rhuys.
La chapelle du prieuré, de style roman, subsista jusqu'en 1896 ; la fontaine Saint-Gildas, voûtée en pierre et dans laquelle on descend par un escalier de 17 marches, existe encore de nos jours. Le manoir du prieuré était situé nettement plus à l'est, entre les Bourgs de Riantec et de Plouhinec.

### Temps modernes

#### Gâvres décrit auXVIIesiècle
Dubuisson-Aubenay décrit ainsi Gâvres en 1636 : « La péninsule appelée Gâvres est séparée du bourg de Blavet par un bras de mer bien fort et courant de 100 pas de largeur. Là est le hameau, avec la chapelle de saint Gildas, siège d'un prieuré de 3 000 livres de rente, dépendant de l'abbaye de Saint-Gildas (...). Le manoir dudit prieuré est à une lieue de là plus loin que Riantec à une lieue et demie, tout au bout de ladite péninsule qui joint à la terre ferme par un isthme de 150 ou 200 pas de largeur (...). Au bout de l'isthme de Gâvres est un étang d'eau douce qui est assez étroit mais long d'une lieue et côtoyant la mer à 200 pas près. Ledit manoir est possédé par le sieur de Pontroger, gentilhomme normand d'auprès de Granville et neveu résignataire séculier du feu prieur religieux de Saint-Guédas de Rhuys ».
Le prieuré était alors en commende, le prieur prélevant la treizième gerbe. « Des marais à sel (...), au nombre de 38 œillets, avec leurs vasières et appartenances, plus une pêcherie assez proche desdits marais » sont également cités.

#### Un grand isolement
« Dans le passé, les habitants de la presqu’île de Gâvres dans le Morbihan vivaient comme des îliens. L’extrémité de la presqu'île, où étaient implantées les habitations, était reliée au continent par un étroit cordon dunaire. Aucune route n’existait entre Gâvres et Plouhinec. La vie était organisée autour de trois villages, « Gavre, Ban-Gavre et Kersahu ».
« Les 7 km du cordon dunaire n'étaient quasiment jamais empruntés. Ce n'était pas facile d'avancer dans le sable, encore moins sur une telle distance ».
Outre les passages en bateau entre Gâvres et Port-Louis, deux gués permettaient la traversée de la Petite mer de Gâvres : l'un partait plus loin que Kersahu jusqu’à l'île de Kerner pour rejoindre Riantec et l’autre à la frontière de Gâvres et Plouhinec, au lieu-dit Toull laka barzh, jusqu’au village de Kerfaute. Pour ce deuxième gué, il y avait du côté Gâvres un mât avec au sommet une barrique qui permettait de juger la hauteur de l'eau, d'où son nom « Gué de la barrique »
L'histoire de Gâvres est liée au métier de la pêche côtière et de la pêche hauturière avec une prédilection pour la sardine, avant de devenir une place stratégique aux XVIIe et XVIIIe siècles, parallèlement au développement des ports de Lorient et de Port-Louis. Faute de port, les bateaux de pêche s'ancraient à l'entrée de la Petite mer de Gâvres.
La première navette maritime reliant Gâvres à Port-Louis fut mise en service le 7 juillet 1774.

#### Importance de la presqu'île auXVIIIesiècle

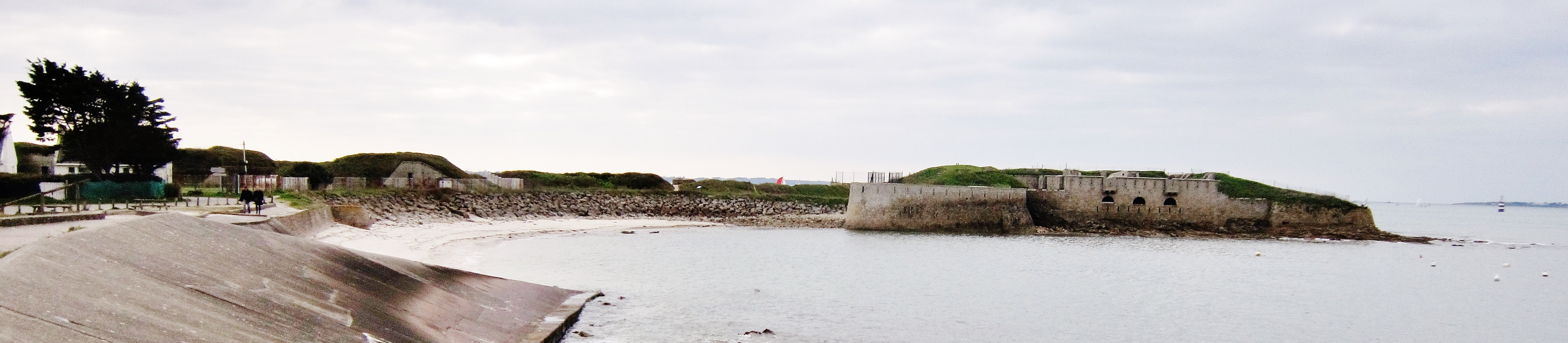
La pointe et le fort de Porh Puns.

Le fort de Porh-Puns est construit en 1695 ; il constitue une défense avancée de la rade de Port-Louis dans laquelle la Compagnie des Indes s'est installée en 1666. Il servit par la suite à protéger le port de guerre de Lorient, croisant ses feux avec le fort de Locqueltas (en Larmor-Plage), situé en face sur l'autre rive de la rade. En forme générale de fer à cheval, son accès terrestre était coupé à l'origine par un fossé équipé d'un pont-levis. L'ennemi (anglais le plus souvent à l'époque) venant le plus souvent de la mer, la plate-forme de tir se développe à l'ouest et au nord.

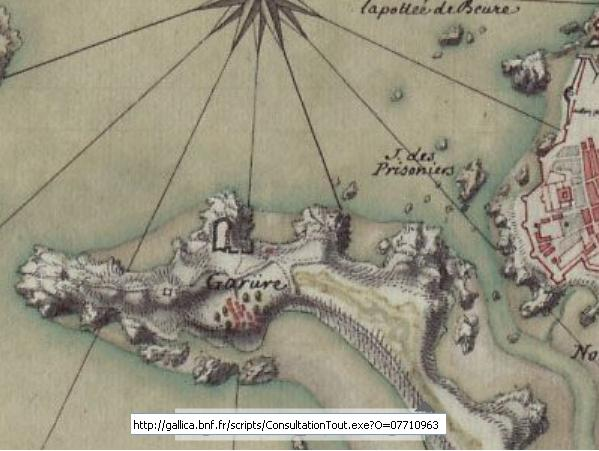
Carte de Gâvres vers 1700 1.
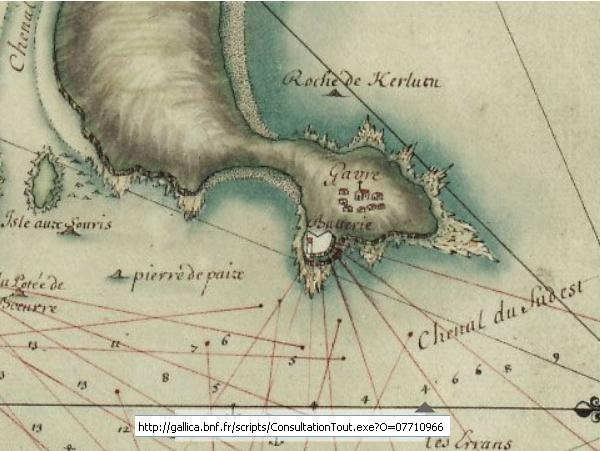
Carte de Gâvres vers 1700 2.
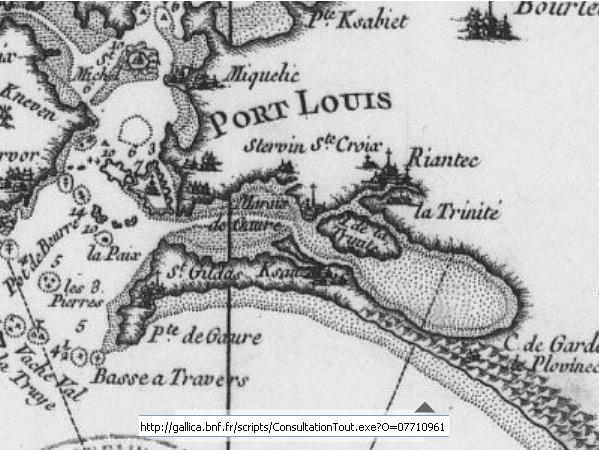
Carte de Gâvres vers 1750 1.
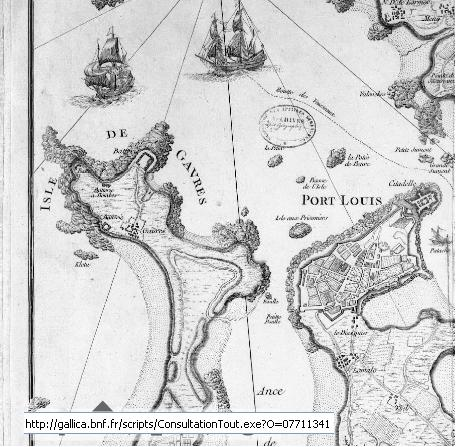
Carte de Gâvres vers 1750 2.
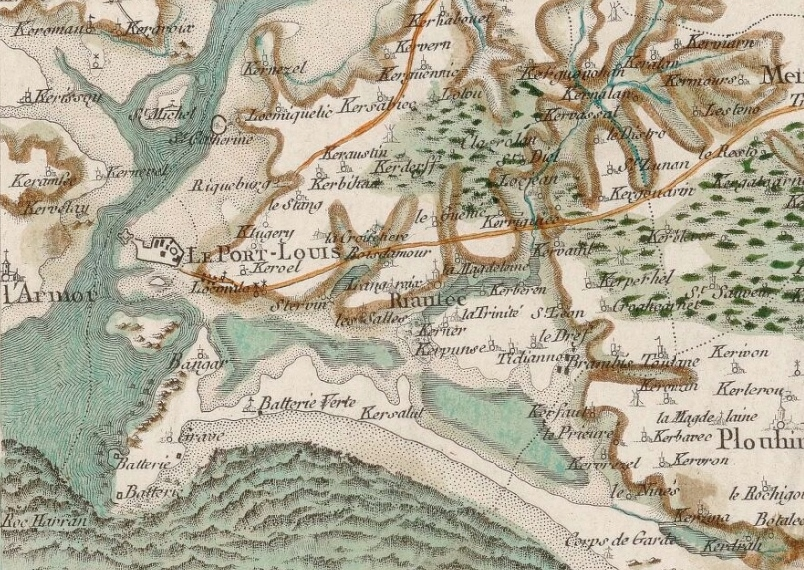
Carte de Cassini de la Petite mer de Gâvres et des paroisses avoisinantes (1789).
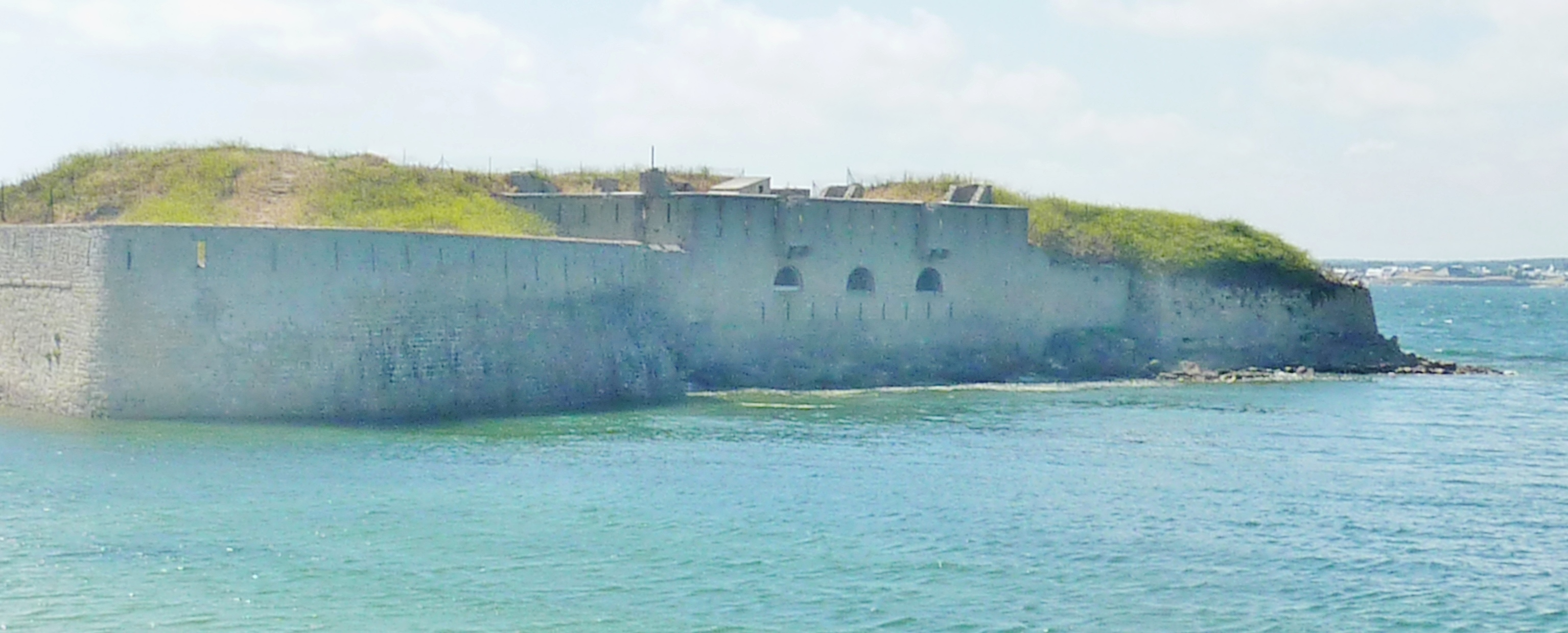
Le fort de Porh Puns.

### LeXIXesiècle

#### La «Commission de Gâvre»
Une batterie en terre défendant l'entrée de la presqu'île, la Redoute verte (ou Fort Vert) fut construite en 1745 ; elle fut revêtue de maçonnerie en 1829.
Le Ministre de la Marine Hyde de Neuville choisit en 1829 ce site de dunes de vaste étendue et quasi inhabité (à l'exception de marais salants qui avaient été créés par les moines du Prieuré de Gâvres et du hameau de Kersahu) qui avait l'avantage d'être à proximité de Lorient, pour y créer la  « Commission chargée des expériences sur la plage de Gâvre », vite appelée plus brièvement  « Commission de Gâvre » afin d'y mener une série d'essais concernant « l’étendue des portées, l’exactitude du tir, la vitesse initiale des projectiles pleins et creux et les effets qu’ils peuvent produire sur les murailles des bâtiments de guerre. »
Les expériences menées par l’artillerie de marine jusqu’en 1864 ont été compilées dans le « Traité de balistique expérimentale » (1884) de Félix Hélie (1795-1885), instructeur à l'École de la Marine. En 1873 un journaliste du Petit Journal, qui visite le champ de tir de Gâvres, écrit qu’il « est admirablement disposé, la surface est presque plane et il longe la mer. »

#### Gâvres auXIXesiècleavant la création de la commune
Une enquête publique concernant un éventuel rattachement de Gâvres à Port-Louis fut organisée en 1838 ; en effet pour se rendre à Riantec, dont Gâvres dépendait, par exemple pour les baptêmes, mariages et enterrements, les Gavrais devaient traverser le bras de mer les séparant de Port-Louis, puis parcourir les 3 km séparant cette localité de Riantec ; mais ce projet n'aboutit pas, les Gâvrais restant très majoritairement favorables à leur maintien dans la paroisse de Riantec.
En juin 1850 des pêcheurs de Gâvres ramenèrent à la côte un baleineau pris dans leurs grappins, d'une longueur de plus de 15 mètres. Vers la mi-décembre 1850 le sloop la Sophie, parti de Nantes à destination de Saint-Louis-du-Sénégal, qui avait voulu se mette à l'abri de la tempête entre Groix et le continent, se brisa en mille morceaux à la pointe de Gâvres ; l'équipage fut noyé à l'exception du subrécargue trouvé inanimé, mais que l'on parvint à sauver.
Les travaux de construction des deux cales ouest et est à Ban Gâvres commencent en 1859 et s'achèvent en 1870.
Les pêcheurs de Gâvres participaient tous les ans, le jour de la Saint-Jean (24 juin), comme ceux des ports voisins, à la Fête des Courreaux de Groix.
Une épidémie de choléra survint à Gâvres en mars 1866.

#### Le drame du5 juillet 1871
Le dimanche 5 juillet 1871 le bateau assurant le passage entre Port-Louis et Gâvres, parti de la cale de Pennarun-Locmalo avec de nombreux passagers, surchargé, chavira à la suite d'une fausse manœuvre du patron qui aurait viré de bord trop brutalement car il avait vu que son bateau risquait d'être drossé sur les roches de Belhor. « C'était un spectacle horrible qui s'offrait à ce moment ; la mer se couvrait de têtes humaines, très rapprochées les unes des autres en formant un véritable chapelet. Ils étaient comme compulsivement cramponnés les uns aux autres (...). Il y a eu dix personnes qui ont pu échapper à la mort. Quant aux victimes, on n'en connaît pas le nombre (...) parce que les passagers étaient pour la plupart des engagés à la pêche à la sardine, et qu'ils n'avaient pas leur famille à Gâvres, et que, par conséquent, ils n'ont pu encore être réclamés ; d'ailleurs, étrangers à la localité, leurs noms et leur nombre précis ne peuvent être fixés par ceux qui se sont sauvés. On estime cependant qu'il y a 20 à 25 morts ».

#### Gâvres auXIXesiècleaprès la création de la commune
Un décret du 1er février 1867 du ministre de l'intérieur érige en commune distincte « la presqu'île de Gavres et l'île de Ksalm », distraits de la commune de Riantec ; le chef-lieu de la nouvelle commune est fixé à Gâvres. Gâvres est aussi érigé en paroisse le 20 septembre 1868.
À peine Gâvres avait-il été érigé en commune indépendante qu'une polémique oppose des habitants de Riantec au maire de Gâvres à propos de la coupe du goémon de rive, le maire de la nouvelle commune ayant décidé par décret d'en réserver le droit aux seuls habitants de Gâvres sur son territoire communal. L'affaire alla jusqu'en Cour de cassation.
Une école publique mixte ouvre en 1871, tenue par la congrégation des Filles de Jésus ; une école des garçons, distincte, œuvre en 1873.
En 1884, la direction des Travaux Maritimes décide la construction de la « Route du Polygone », achevée en 1886, ce qui crée enfin un accès routier à Gâvres.
Le 27 juin 1885, un éboulement fit cinq victimes dans une carrière exploitée par le curé de Gâvres dans le but de construire la nouvelle église de la commune. En mai 1888, des incidents opposèrent le curé qui avait invectivé en chaire une vieille femme qui avait oublié le sou nécessaire pour payer le droit d'occuper sa chaise dans l'église pendant la messe à des paroissiens lassés de ses méthodes autoritaires.
Benjamin Girard écrit en 1889 que « cette petite commune n'a d'autre importance que celle que lui donne sa proximité du beau et vaste champ de tir qui porte son nom et appartient à la marine. On y trouve quelques usines pour la préparation de la sardine. L'église de Gâvres est accolée à une ancienne chapelle romane, près de laquelle est une fontaine voûtée en pierre, qui a un escalier de dix-sept marches. La création d'un port à Gâvres a été approuvée en 1886 ; les travaux, on l'espère, commenceront dans un avenir prochain ».
En 1893, une nouvelle épidémie de choléra frappe 36 personnes à Gâvres, provoquant six décès, dont celui de l'ancien maire Jean-Louis Rinfrais.
Le 7 juin 1897, environ 1 500 pêcheurs, y compris 300 patrons de barques, de Port-Louis, Gâvres, Riantec, Plouhinec et Plœmeur, décidèrent de ne plus prendre la mer, protestant contre le prix auquel leurs sardines étaient achetés par les usiniers et les conditions générales de vente. En 1897, une grève éclata parmi les pêcheurs de sardines : « ils refusent d'aller à la pêche si les usiniers ne consentent pas à payer au moins cinq francs le mille » écrit le journal La Croix du 9 juin 1897.
Une mairie-école est construite en 1898.
Dans la nuit du 21 février 1899, un bateau de pêche, le Jeune-Alphonse, monté par 15 hommes de Gâvres, se perdit dans l'archipel des Glénan ; deux marins trouvèrent la mort dans ce naufrage.

### LeXXesiècle

#### La Belle Époque
En 1906, la revue catholique Le Correspondant déplore qu'à Gâvres, de même que dans les ports voisins, on ne voit que très peu d'hommes à la messe, mais que les femmes par contre y assistent nombreuses.

##### La construction du port
Le port, en projet depuis 1884, est enfin construit en 1908 et 1909.

##### La crise sardinière

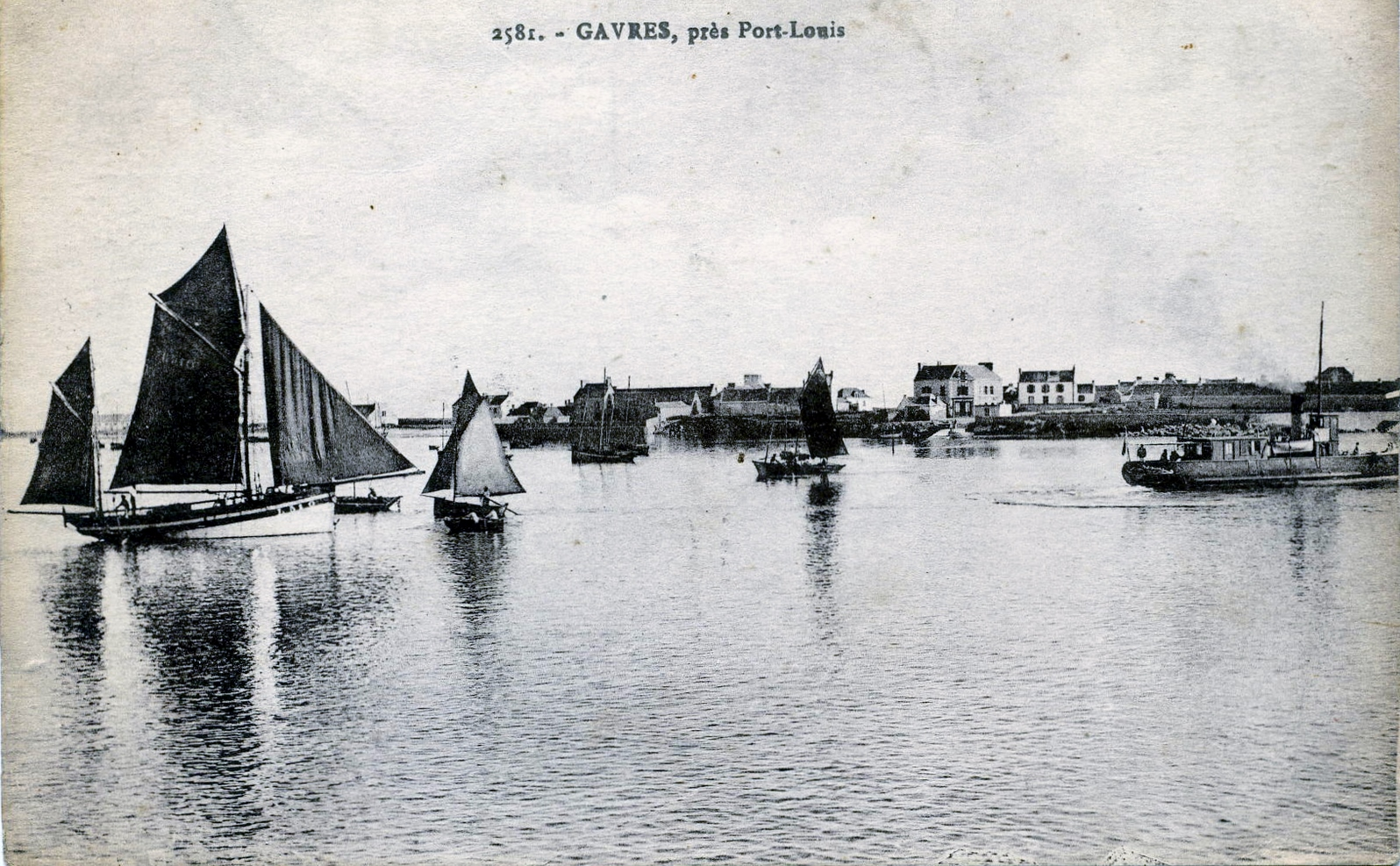
Bateaux à Gâvres vers 1910 (carte postale).

La crise sardinière frappa durement les pêcheurs de Gâvres en 1908. Le journal L'Ouest-Éclair écrit dans un article intitulé "La détresse des pêcheurs sardiniers" : « À Gâvres, on peut voir tous les jours, à l'heure de la marée, des centaines de femmes et d'enfants descendre le long des rochers et des grèves qui entourent la presqu'île. La cueillette des coquillages, bigorneaux, palourdes, etc. commence : elle dure tout le temps de la marée. On fait deux parts de la pêche : l'une réservée à la nourriture de la famille, l'autre au mareyeur. Le gain que donne cette pêche à la famille n'est pas très abondant (...) ».

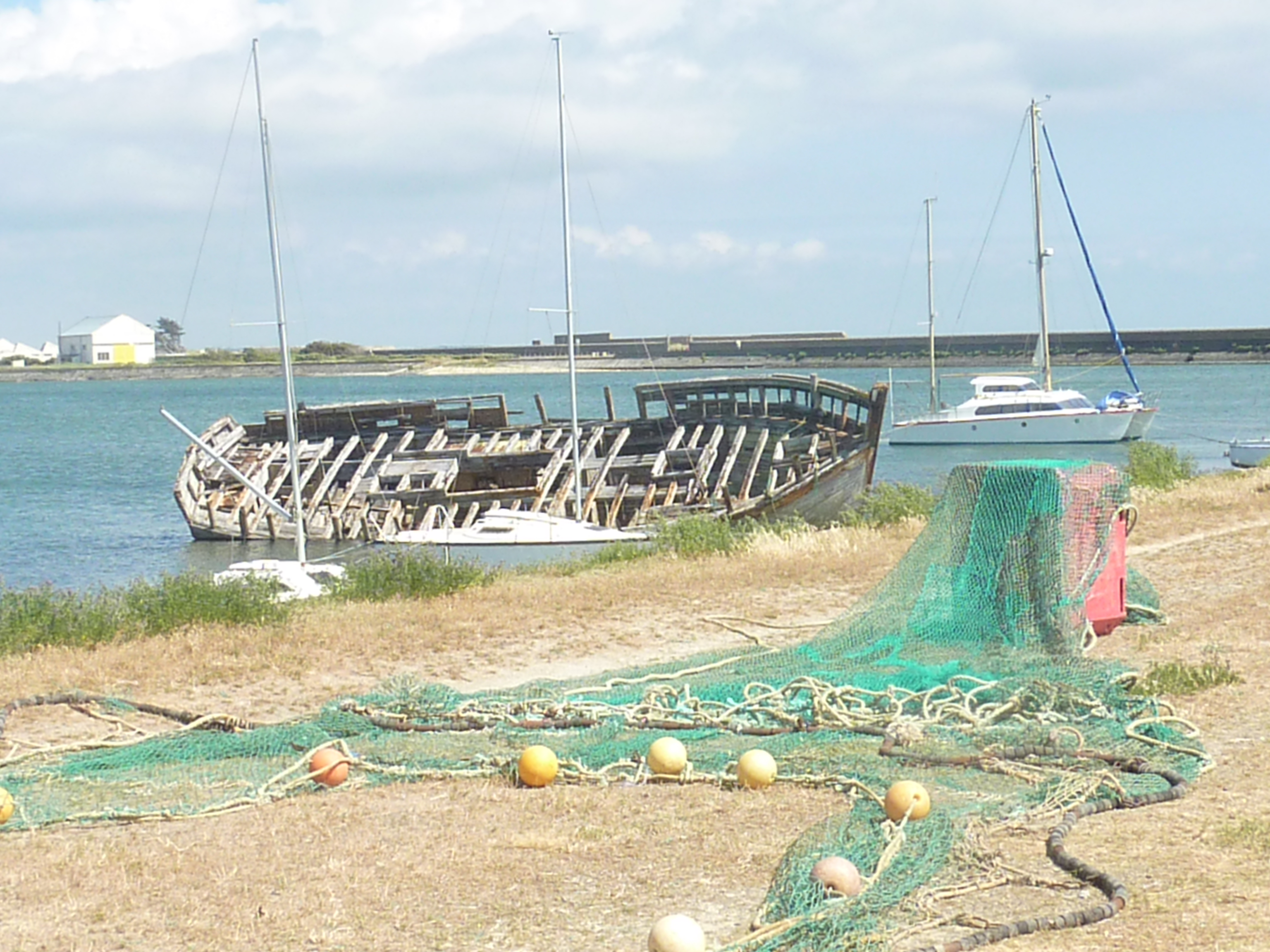
Épave de bateau dans le port de Ban Gâvres.

Dans le même article est décrit le rythme de vie habituel des pêcheurs de Gâvres : « Dans le cours de l'année, ces pêcheurs se livrent successivement à trois pêches différentes : en hiver "ils font" le mulet, au printemps le maquereau, et, en été la sardine. De ces trois pêches, celle de la sardine est la plus importante et la plus lucrative. Elle dure environ cinq longs mois, depuis juin jusqu'à fin octobre. Quand elle est abondante, pour quelques mois au moins, elle donne un peu d'aisance et de bien-être à nos populations du littoral. (...) Cependant, tout bien considéré, le rendement moyen des pêches à la sardine qui passent pour abondantes aux yeux des pêcheurs eux-mêmes, est relativement peu élevé : 250 ou 300 francs pour cinq mois de dur labeur ! (...) Mais hélas ! voilà de longues années que de pareils gains n'ont pas été réalisés par les pêcheurs de Gâvres pendant la pêche d'été. La sardine abandonne nos rivages, crie-t-on de tous côtés. (...) Les campagnes de pêche de 1904-1905-1906 ont été peu lucratives pour nos pêcheurs (...). Quant à la campagne de 1907, elle a été nulle comme rendement. (...). Tous les Gâvrais font en été la pêche de la sardine. La population tout entière de la presqu'île vit de cette industrie. (...) Autant dire que le marin-pêcheur [n'a plus] d'autre ressource que celle d'empêcher, par tous les moyens, sa nombreuse famille de toucher le dernier fonds de la misère et peut-être même de mourir de faim ».
Le recteur de Gâvres, Le Bars, incita les pêcheurs de sa paroisse à faire des jardins ouvriers, à la fois pour occuper leur temps à terre, lutter contre l'alcoolisme et procurer à leurs familles durement touchées par la crise sardinière quelque nourriture d'appoint. Il rédigea notamment un calendrier horticole en langue bretonne qui fut distribué aux pêcheurs de la région.
Lors de la tempête du 5 janvier 1909, le bateau de pêche Colette sombra près de la Pointe de Gâvres ; le naufrage fit deux victimes. La même tempête jeta deux chaloupes de pêche, le Pelletan et l' Étoile-des-Mers, sur les rochers de Ban Gâvres. Le 4 décembre 1912 le naufrage du bateau de pêche Marie-Louise, de Gâvres, provoqua la noyade du mousse ; le reste de l'équipage fut sauvé.

#### La Première Guerre mondiale
Si, jusqu'en 1915, le centre d'essais de l'artillerie de Marine de l'île Saint-Michel produit essentiellement des poudres et des obus (les premiers projectiles à fausse ogive tirées sur le front en 1915 étaient des obus dessinés et étudiés à Gâvres), les savants mobilisés y perfectionnent aussi les méthodes de calcul pour les trajectoires des tirs contre les objectifs aériens. L'équipement se modernise : en 1916, des nouveaux appareils pour la mesure du vent à toute altitude, des enregistreurs de température, de densité et d'humidité de l'air en 1918. Le Président de la République vient sur place le 3 septembre 1917 se rendre compte de l’évolution des tirs d’artillerie.
Le monument aux morts de Gâvres porte les noms de 40 soldats et marins morts pour la France pendant la Première Guerre mondiale ; parmi eux cinq au moins sont morts sur le front belge, dont quatre (Émile Guillaume, Yves Le Guen, Lucien Padellec et Charles Quer) dès 1914 ; trois au moins sont morts dans les Balkans consécutivement à l'Expédition de Salonique (Louis Gallic, marsouin au 54e régiment d'infanterie coloniale, tué à l'ennemi le 28 novembre 1916 dans l'actuelle Macédoine du Nord ; Émile Corvec, marin mort des suites de ses blessures sur son bateau, le cuirassé Justice, à Athènes le 1er décembre 1916 et Benoît Mollo à Salonique le 6 novembre 1918) ; deux au moins sont des marins morts en mer (Nicolas Galiote, mort lors du naufrage du contre-torpilleur Dague victime d'une mine dérivante en Mer Adriatique le 24 février 1915 et Félix Thomas le 26 mai 1918 à bord du trois-mâts Pierre-Antonine);la plupart des autres sont morts sur le sol français : Caporal Prado Louis du 6e régiment du Génie tué au combat le 02 septembre 1916 à Longueval (Aisne), à l'exception d'Édouard Lescoët, marin à bord du croiseur cuirassé Jeanne-d'Arc, mort de maladie le 21 octobre 1918 à Sfax (Tunisie) ; deux (Joseph Duic et Georges Le Bihan) sont morts en 1919, donc après l'armistice.
Des prisonniers de guerre allemands furent internés à Gâvres pendant la Première Guerre mondiale.

#### L'Entre-deux-guerres

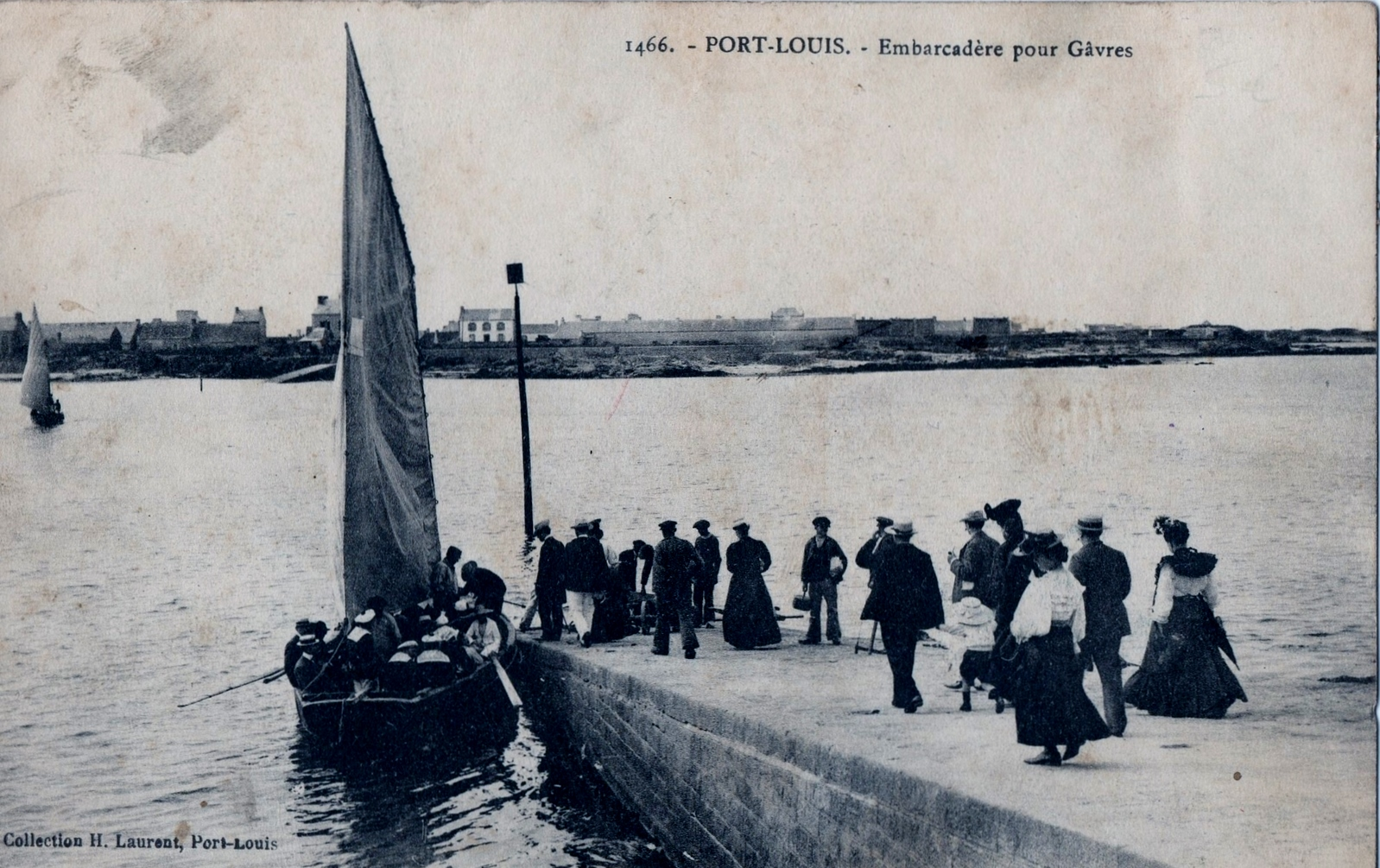
Port-Louis : embarcadère pour Gâvres (carte postale H. Laurent, vers 1920).

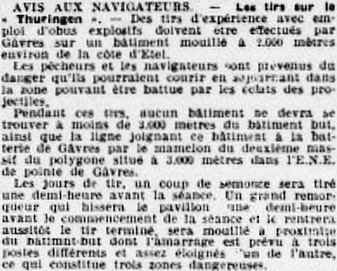
Avis aux navigateurs concernant un périmètre temporaire d'exclusion maritime en raison de tirs depuis le Polygone de Gâvres sur le SMS Thüringen (journal L'Ouest-Éclair du 1 juin 1921).

Le pardon de Gâvres, en l'honneur de saint Gildas, était organisé chaque année au mois de septembre.
Gâvres était un port de pêche petit mais actif : par exemple, le journal L'Ouest-Éclair du 24 mai 1920 écrit que le 21 mai de cette année-là 8 bateaux sont sortis pêcher la sardine (12 bateaux le lendemain), ramenant de 400 à 500 sardines par bateau et 25 sortis pêcher le maquereau, en ramenant en moyenne de 300 à 400 par bateau.
En novembre 1919, la chaloupe de pêche Jeune-Cécile, de Gâvres, sombra, victime de la tempête, au large de Doëlan : son équipage parvint à regagner la côte. Le 14 avril 1924 l'épave d'une chaloupe de pêche de Doëlan, immatriculée 4 105 à Concarneau, chavirée sur tribord et le mât brisé, fut retrouvée sur la côte de Gâvres. Le 26 décembre 1924, le Surcouf fut jeté à la côte sur les rochers de Gâvres, mais put être renfloué. Le 11 avril 1928, le remorqueur Larmor, de Lorient, s'échoua à la pointe des Saisies, mais il put être renfloué. Le 9 mars 1933, la goélette à moteur Virgo-Fidelis, en plein brouillard, se jeta sur les rochers à proximité du sémaphore de Gâvres, subissant de graves avaries ; elle put toutefois être renflouée. Le 25 décembre 1935, le dundee à moteur Avenir du Marin, de Lorient, victime d'une forte houle (presque un raz-de-marée) se perdit sur les rochers de Gâvres avec ses sept hommes d'équipage. Le 29 juin 1938, le guetteur du sémaphore de Gâvres découvrit en regardant vers l'est un navire immergé dont seul le mât, auquel un homme était agrippé, émergait : c'était le patron de l' Anse du Sach, un thonier d'Étel ; les cinq hommes de l'équipage furent victimes du naufrage.
En 1933 une "Commission de la Marine" du Sénat reconnaît qu'« une entrave absolue était apportée au développement normal des communes d'Étel, d'Erdeven, de Plouharnel et de Plouhinec, par les sujétions et les dangers résultant pour elles de la proximité du champ de tir de Gâvres ; que le dommage ainsi causé pouvait être assimilé à une éviction et qu'il devait donc faire l'objet d'une juste et préalable indemnité ».

#### La Seconde Guerre mondiale

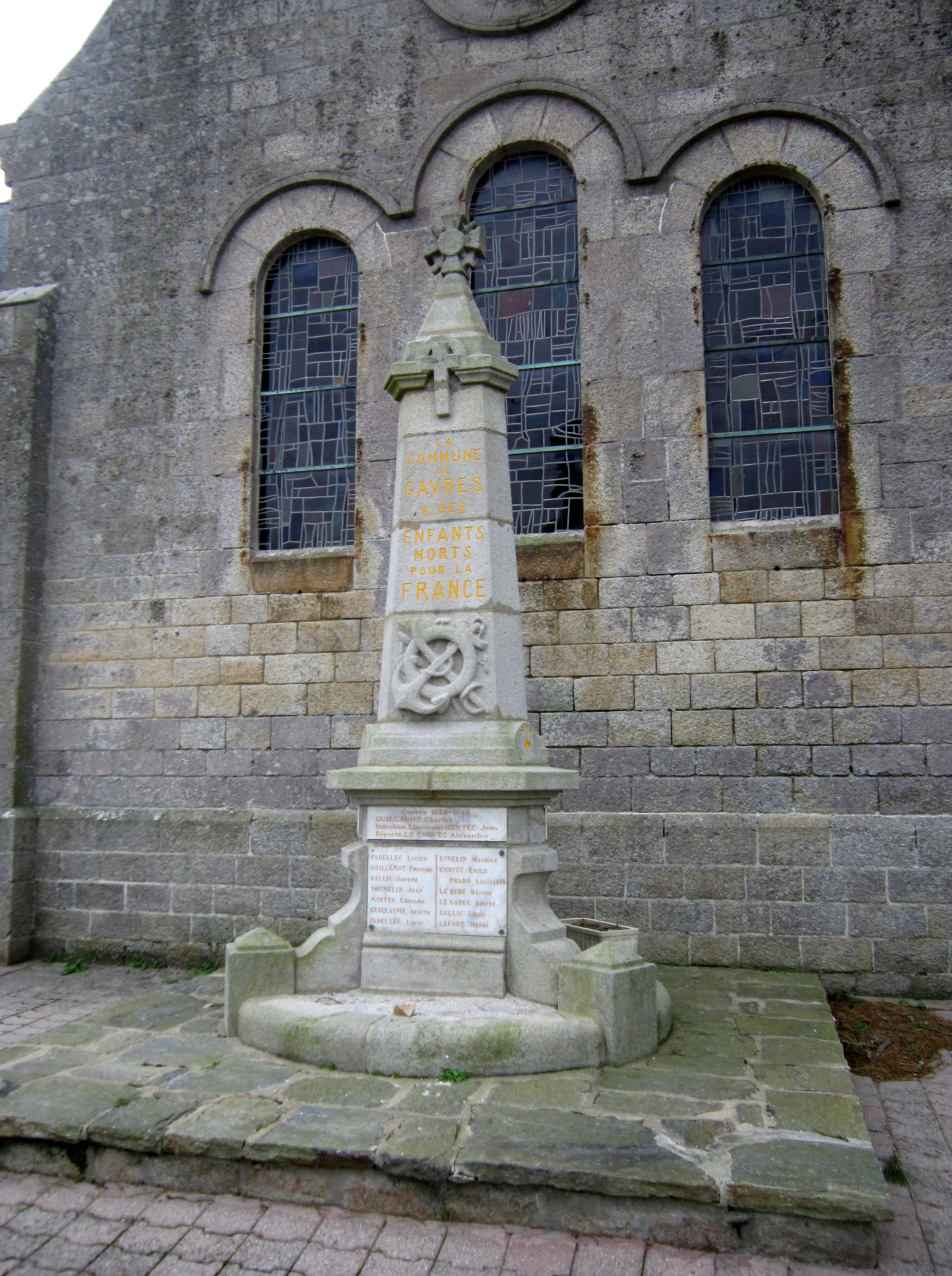
Le monument aux morts de Gâvres.

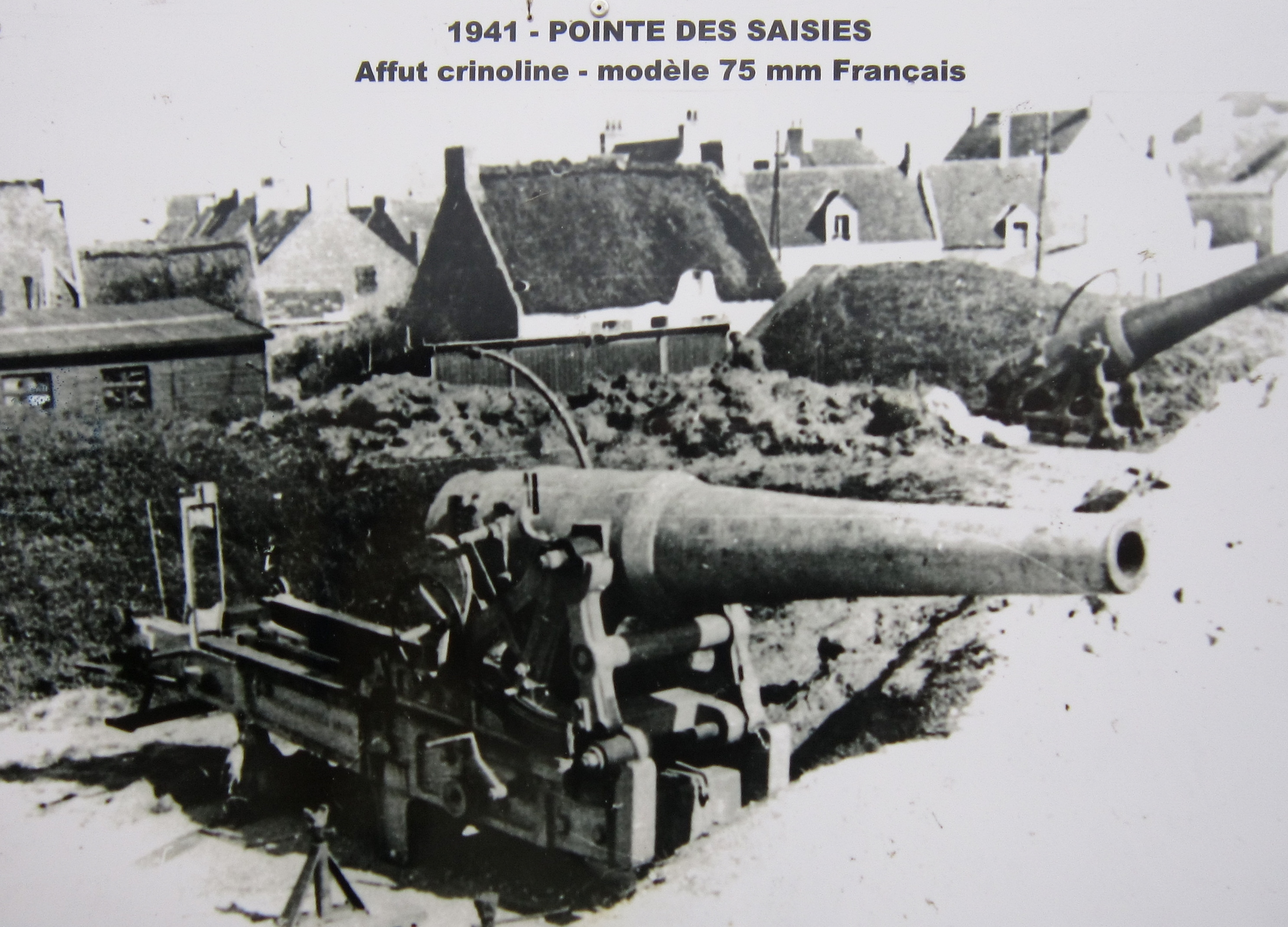
Canons français au service de l'armée allemande à la pointe des Saisies en 1941.

Le 2 septembre 1941 la pinasse à moteur Roger, ancienne barque sardinière transformée pour pêcher au chalut, de Gâvres, sombra corps et biens aux abords des Cardinaux ; le naufrage, probablement dû à des faits de guerre, fit 6 victimes (dont Eugène et Marc Mollo ainsi qu'Émile Junier et Marc Breurec), toutes de Gâvres.

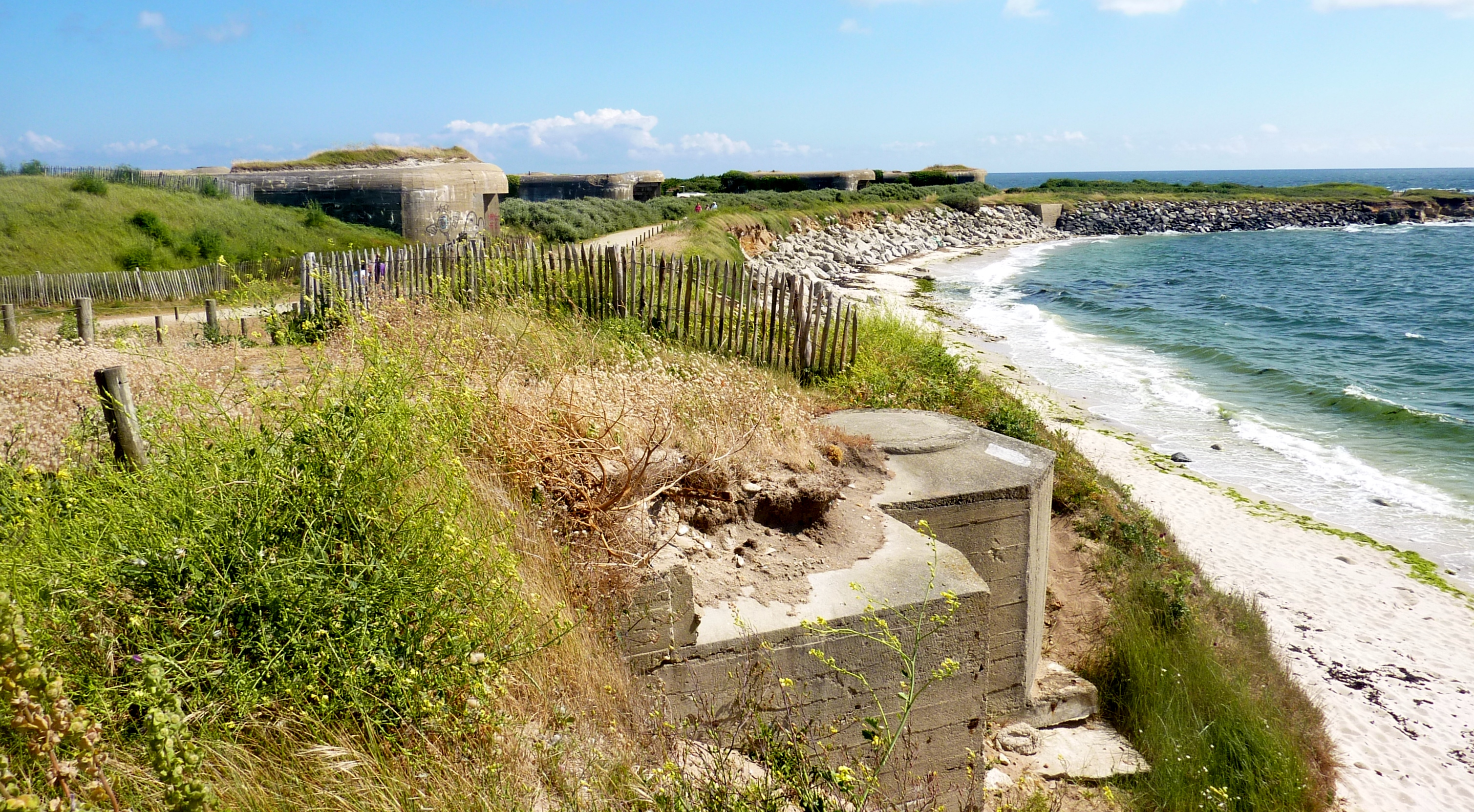
Les blockhaus près de la pointe des Saisies.

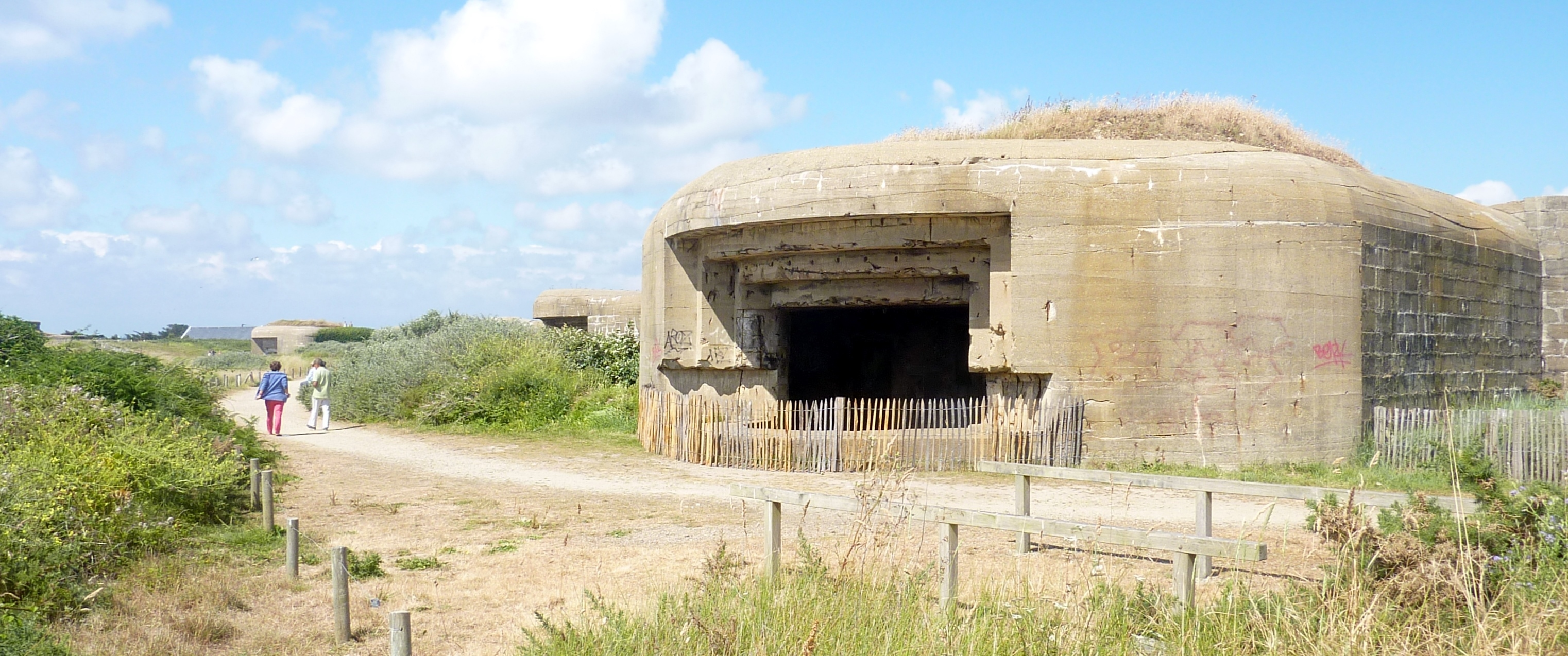
Un des blockhaus de la pointe des Saisies.

En raison des bombardements de la région lorientaise, la mairie de Gâvres fut repliée à Mériadec, près de Sainte-Anne d'Auray pendant une bonne partie de la guerre.
Le monument aux morts de Gâvres porte les noms de 15 personnes mortes pour la France pendant la Seconde Guerre mondiale ; parmi elles Charles Guillaume, second maître timonier, est mort lors du naufrage de son bateau des Forces navales françaises libres, le Chasseur 5 Carentan, pris dans une violente tempête, à une trentaine de kilomètres de l'Île de Portland, le 21 décembre 1943 ; Alexandre Le Corvel, résistant, est mort en déportation le 24 avril 1945 alors qu'il était détenu au camp de concentration de Neuengamme.
Le carré militaire du cimetière de Gâvres abrite les tombes de cinq aviateurs dont quatre britanniques : deux (Herbert Smith et Norman Whittaker), péris en mer, leur avion Bristol Beaufort ayant été abattu le 26 mars 1941 alors qu'il revenait d'une opération sur Saint-Nazaire, et trois (Evan Davies et William Hogg ), péris en mer, leur avion Avro Lancaster ayant été abattu lors d'une attaque sur la base sous-marine de Lorient ; et d'un aviateur polonais (Edward Korecki) qui était à bord d'un avion Vickers Wellington abattu le 11 novembre 1943 par la flak allemande lors d'une opération de largage de mines sur Lorient.

#### L'après Seconde Guerre mondiale
Monument aux morts : Jean Mentec, lieutenant au 3e régiment étranger de parachutistes, est mort pour la France le 24 novembre 1950 au Tonkin pendant la Guerre d'Indochine « des suites d'une maladie contractée en service ».

#### Le GERBAM
Le GERBAM (Groupe d'études et de recherche en balistique armes et munitions), un des Centres d'essais de la Direction des constructions navales de la DGA (Direction générale de l'Armement) implanté à Lorient, a été créé en 1972, succédant à la « Commission d'expérience de Gâvres » (Centre des études de balistique intérieure et extérieure de l'artillerie navale) qui était implantée localement depuis plus d'un siècle. Le GERBAM dispose d'un centre d'essais, dans le domaine de l'artillerie de marine et des blindages, constitué d'un polygone terrestre de 400 hectares en terrain militaire et 1 200 hectares en zone de servitude militaire, sur les dunes du littoral, entre Gâvres et l'entrée de la presqu'île de Quiberon, d'un polygone marin entre la presqu'île de Quiberon, Belle-Île-en-Mer et Groix permettant des tirs en mer jusqu'à 50 km de portée et d'un centre informatique. En 1992, l'effectif était de 180 personnes dont 34 cadres. Le GERBAM a été intégré à l'ETBS (Établissement d'Expériences Techniques de Bourges) en 2003, devenu DGA Techniques terrestres en 2009.

#### L'après Seconde Guerre mondiale
Jean Mentec, lieutenant au 3e régiment étranger de parachutistes, est mort pour la France le 24 novembre 1950 au Tonkin pendant la Guerre d'Indochine « des suites d'une maladie contractée en service ».

## Blasonnement
|  | Les armoiries de Gâvres se blasonnent ainsi : D’hermine à une chèvre d’or accompagnée en chef d’une lettre capitale G de gueules ; au chef d’azur à une sardine d’argent. Conc. M. van Berten. |

## Politique et administration
| Période                                  | Période                   | Identité                       | Étiquette | Qualité |
| ---------------------------------------- | ------------------------- | ------------------------------ | --------- | --- |
| 1868                                     | 1876                      | Pierre Cadoret                 |           | Propriétaire d'une presse à sardines sur la Grande Plage. |
| 1876                                     | 1878                      | Jean-Baptiste Devèze           |           | Propriétaire d'une presse à sardines au Goërem. |
| 1878                                     | 1880                      | Jean-Louis Rinfrais            |           | Menuisier. |
| 1880                                     | 1885                      | Jean-Baptiste Devèze           |           | Déjà maire entre 1876 et 1878. |
| 1885                                     | 1892                      | François Mollo                 |           | Marin-pêcheur (propriétaire de deux bateaux). |
| 1892                                     | 1935                      | Marc Le Guen                   |           | Armateur, copropriétaire deux thoniers et de chaloupes sardinières. Chevalier de la Légion d'honneur en raison de son attitude pendant l'épidémie de choléra de 1893.                   |
| 1935                                     | 1942                      | Jean-François Paubèze          |           | Commissaire de la Marine, chef du service des approvisionnements de la flotte à l'intendance maritime de Lorient.                                                                       |
| 1942                                     | 1943                      | Joseph Daniel                  |           | Charpentier au Polygone de Gâvres. |
| 1943                                     | 1945                      | Alexis Dréan                   |           | Quartier-maître canonnier. Nommé président de la Délégation spéciale. |
| 1945                                     | 1959                      | Henri Padellec                 |           | Patron pêcheur. |
| 1959                                     | 1965                      | René Quer                      |           | Commerçant, gérant des "Galeries Gâvraises" ; il fut maire à 37 ans. |
| 1965                                     | 1995                      | Georges Carton                 |           | Charpentier sur fer, puis secrétaire à la commission d'expériences de Gâvres. Résistant pendant la Seconde Guerre mondiale au sein de la 1ère Compagnie du 7 ème Bataillon du Morbihan. |
| 1995                                     | 1997                      | Bénoni Lion                    |           | Marine Nationale, puis directeur d'exploitation chez l'armateur Jégo-Quéré à Lorient.                                                                                                   |
| 1997                                     | 2001                      | Gilbert Gommendy               |           | Directeur des Miroiteries de l'Ouest à Lorient, puis à Saint-Brieuc. |
| 2001                                     | 2008                      | Henri Quer                     | PS        | Secrétaire administratif au Ministère de la Défense. |
| 2008 Réélu en 2014 et 2020               | 1er décembre 2023 (décès) | Dominique Le Vouëdec           | PS        | Directeur adjoint de la Caisse d'Allocations Familiales de Quimper. |
| 1er décembre 2023                        | En cours                  | Christian Carton (par intérim) |           | |
| Les données manquantes sont à compléter. |                           |                                |           | |

## Démographie
L'évolution du nombre d'habitants est connue à travers les recensements de la population effectués dans la commune depuis 1872. Pour les communes de moins de 10 000 habitants, une enquête de recensement portant sur toute la population est réalisée tous les cinq ans, les populations de référence des années intermédiaires étant quant à elles estimées par interpolation ou extrapolation. Pour la commune, le premier recensement exhaustif entrant dans le cadre du nouveau dispositif a été réalisé en 2004.

En 2022, la commune comptait 685 habitants, en évolution de +1,78 % par rapport à 2016 (Morbihan : +3,82 %, France hors Mayotte : +2,11 %).
| 1872  | 1876  | 1881  | 1886  | 1891  | 1896  | 1901  | 1906  | 1911  |
| ----- | ----- | ----- | ----- | ----- | ----- | ----- | ----- | ----- |
| 1 066 | 1 229 | 1 335 | 1 267 | 1 227 | 1 278 | 1 307 | 1 322 | 1 269 |

| 1921  | 1926  | 1931  | 1936  | 1946 | 1954  | 1962  | 1968  | 1975  |
| ----- | ----- | ----- | ----- | ---- | ----- | ----- | ----- | ----- |
| 1 147 | 1 079 | 1 080 | 1 090 | 969  | 1 207 | 1 205 | 1 166 | 1 076 |

| 1982 | 1990 | 1999 | 2004 | 2006 | 2009 | 2014 | 2019 | 2022 |
| ---- | ---- | ---- | ---- | ---- | ---- | ---- | ---- | ---- |
| 939  | 848  | 893  | 826  | 813  | 752  | 701  | 680  | 685  |

## Monuments
- Tumulus de Gâvres[83]. Ce tumulus, qui a servi d'aire de jeux à de nombreuses générations d'enfants gâvrais, est un dolmen à couloir sous tumulus classé monument historique en 1965. Il est aujourd'hui condamné, victime de dégradations.
- Église Saint-Gildas : dédiée à saint Gildas, de style néo-roman, elle fut édifiée entre 1887 et 1892 en remplacement de l'ancienne chapelle trop exigüe. Le clocher fut construit en 1970 pour accueillir les trois cloches offertes par la paroisse de Bourbaki (Algérie). Près d'elle se trouve une fontaine de dévotion datant du XVIIe siècle.

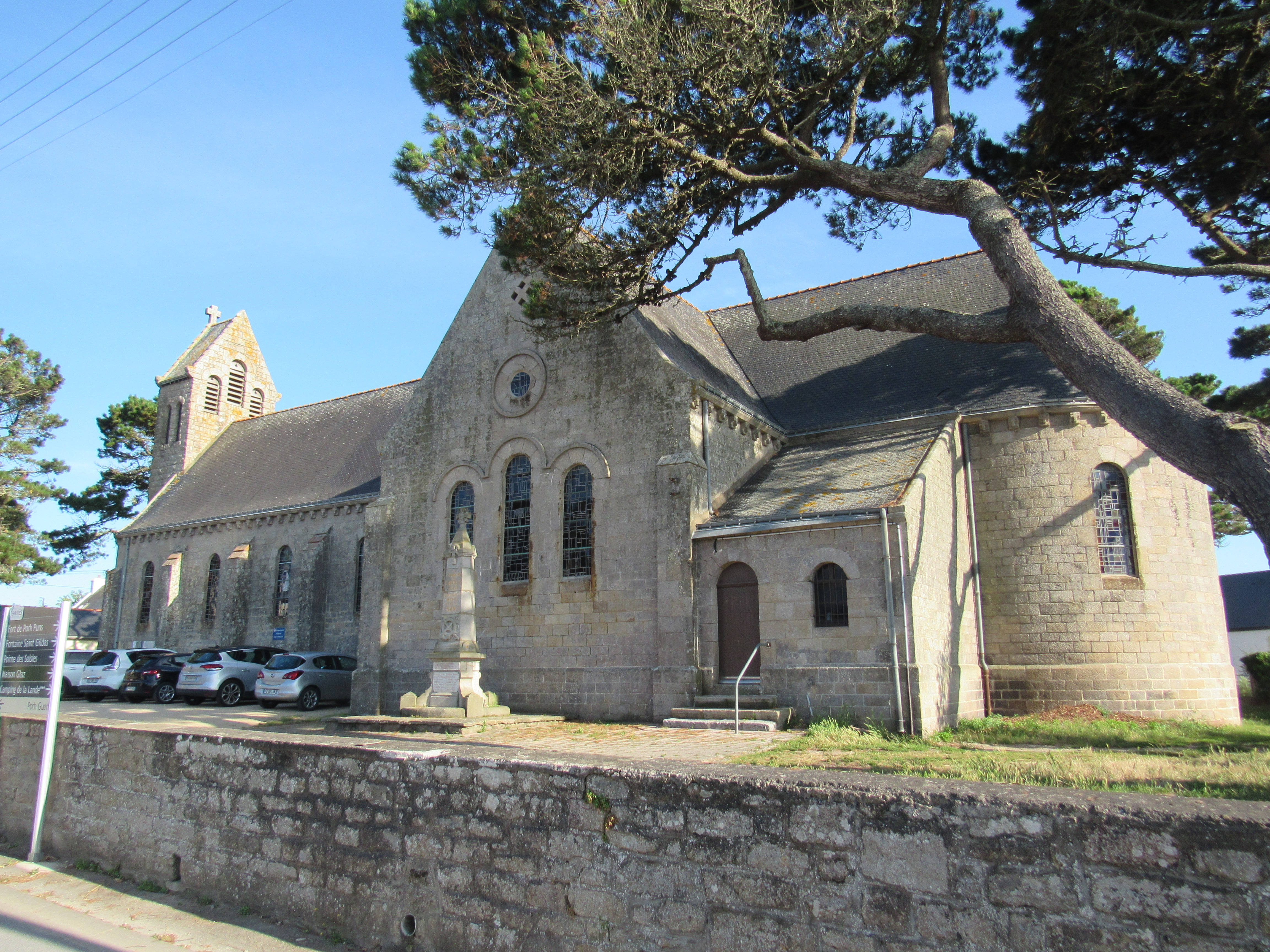
L'église paroissiale Saint-Gildas : vue extérieure d'ensemble.
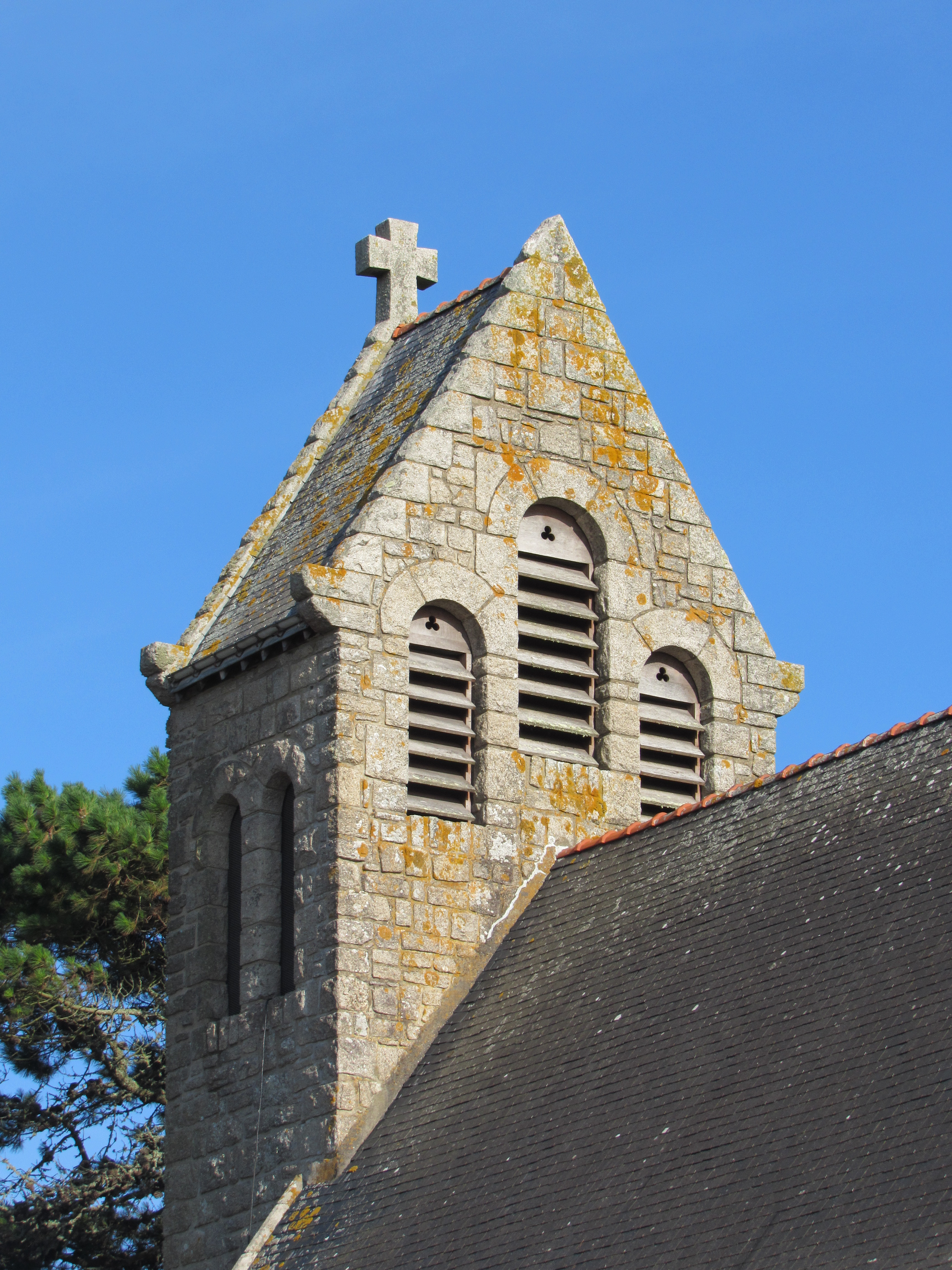
Le clocher de l'église paroissiale Saint-Gildas.
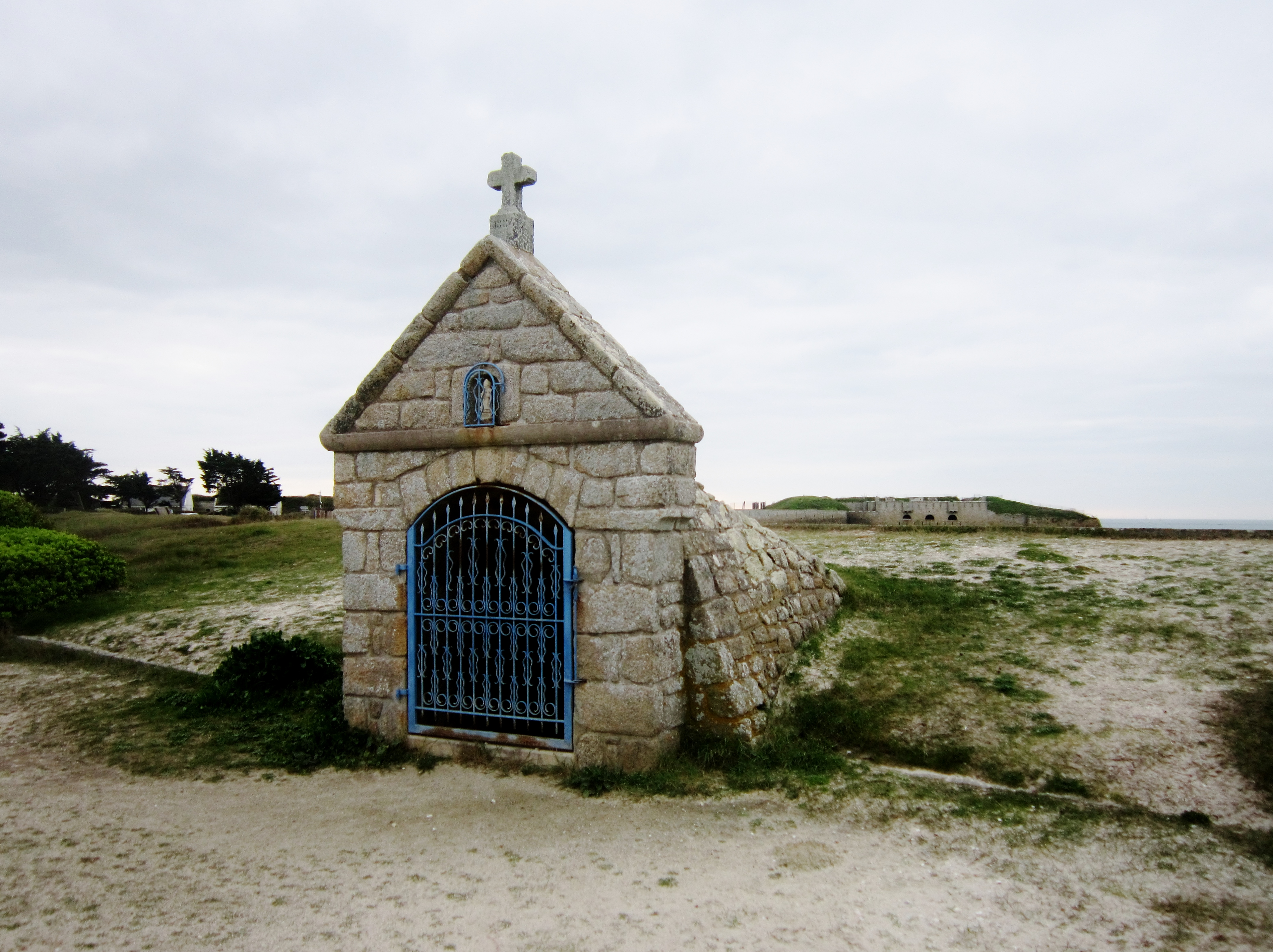
La fontaine Saint-Gildas.

- Fort de Porh-Puns (inscrit monument historique en 2017) ; il a été érigé à l'emplacement d'une batterie du XVIIIe siècle qui protégeait Port-Louis.
- Nombreux blockhaus datant de la Seconde Guerre mondiale, avec les portes blindées, les emplacements de canons, de mortiers et de mitrailleuses. Ces blockhaus gardaient l'entrée de la rade de Lorient, qui était durant la Seconde Guerre mondiale une base importante pour les sous-marins de la Kriegsmarine.
- Brise-lame protégeant le port des marées et du vent.
- L'épave du SMS Thüringen, cuirassé allemand du début du XXe siècle qui a servi de cible pour le centre d'essai de l'artillerie de marine, reste visible au large de la plage.

## Personnalités liées à la commune
- Victor Golvan (1902-1986), docteur-vétérinaire et homme politique, né à Gâvres, maire de Quiberon, député puis sénateur du Morbihan.
- Jean Levasseur (1909-1947), officier de marine et compagnon de la Libération. Mort accidentellement au polygone de tir de Gâvres.

## Environnement
La presqu'île de Gâvres est un espace littoral côtier fragile qui bénéficie du climat océanique et de la biodiversité marine, mais qui est particulièrement vulnérable aux aléas climatiques.
Un combat contre un projet d'extraction de sable marin au large de la commune a été initié par l'Association de sauvegarde du littoral de la presqu'île de Gâvres qui assure le pilotage du Collectif le peuple des dunes. Selon la presse, l'abandon début juillet 2009 de ce projet rassure les élus et la population.
En 2012, les plages de Gâvres ont bénéficié d'un large programme de réensablement. Le sable a été prélevé dans la rade de Lorient puis redistribué sur les différentes plages à l'aide d'un navire spécialisé.

## Risques naturels
Un cinquième du littoral breton est exposé au risque de submersion marine et/ou de recul du trait de côte qui augmente avec l'élévation du niveau de la mer. Certains quartiers de Gâvres sont effectivement déjà situés sous le niveau des hautes-mer et la commune a subi des dégâts importants lors de la tempête de 2001 et plus encore lors de celles de 2008, mais ne subira aucun dégâts lors des tempêtes de 2014, grâce aux multiples travaux entreprit après la tempête de 2008. Ceci a justifié que Gâvres soit une commune test pour le Schéma départemental de prévention des risques littoraux mis en place par le conseil général du Morbihan et ses partenaires.

L'élaboration d'un schéma de défense est en cours pour protéger la digue contre les assauts de la mer pendant les grandes tempêtes avec des forts coefficients de marée ou contre les surcotes liées à la combinaison de la marée haute, du vent venant de la mer et d'une forte dépression météorologique continentale. Des débats sont en cours sur l'opportunité et même les possibilités de lutter contre la mer, ou sur des solutions de recul et repli moins coûteuses et peut-être parfois plus durables (par exemple une dizaine de familles dont les habitations ont été détruites à Criel-sur-Mer ont été relogées). Un Atlas des risques littoraux (en cours) devrait aider les gens à mieux choisir les lieux d'habitation et urbanisation.
Lors de la tempête Johanna (survenue dans la nuit du 10 au 11 mars 2008), une partie de Gâvres a été inondée. À la suite de la tempête Xynthia, le niveau d'ensablement a profondément diminué, or c'est le sable qui protège de l'érosion marine en jouant un rôle d'amortisseur naturel, d'où la nécessité d'opérer des apports de sable (la dune le long de la Grande Plage a été surélevée d'1,60 mètre). L'accès terrestre à Gâvres est menacé par l'érosion du tombolo long de 6 kilomètres qui le permet. Sa protection va entraîner des dépenses importantes : une enveloppe de deux millions d'euros est déjà assurée en 2020, mais risque fort de ne pas suffire, selon le maire Dominique Le Vouëdec.
Si les prévisions sont exactes, le cordon ombilical que constitue la route du Polygone sera submergé à l'horizon 2100, peut-être avant, et Gâvres redeviendra une île.

## Tourisme
- Gâvres possède de très belles plages, à la fois de sable et de roches. Les principales plages sont : la Grande Plage, la plage du Petit-Goërem et celle du Grand-Goërem.
- Deux campings sont disponibles.
- Plusieurs appartements à louer sont disponibles sur la presqu'île.
- De nombreux cafés et restaurants sont implantés sur la presqu'île. Les principaux sont : le Brise Lame et la Maison Glaz.
- Une aire de jeux est disponible à l'entrée de Gâvres contenant un parcours pour enfant, un terrain de basket-ball ainsi qu'un skatepark.

## Voies de communication et transports

### Voies routières
Le village étant une presqu'île, il n'y a qu'une seule route d'accès, passant par Plouhinec. Cette route d'accès traverse un terrain militaire, le Polygone de tir de Gâvres, un ancien centre d'essai militaire de la Délégation générale pour l'Armement (DGA) qui a désormais fermé ses portes.

### Transports en commun
La commune de Gâvres est desservie par le réseau CTRL :
| Ligne | B4 |  | Gâvres - Embarcadère ↔ Port-Louis - Locmalo (Bateau) |